# الكتاب المقدس

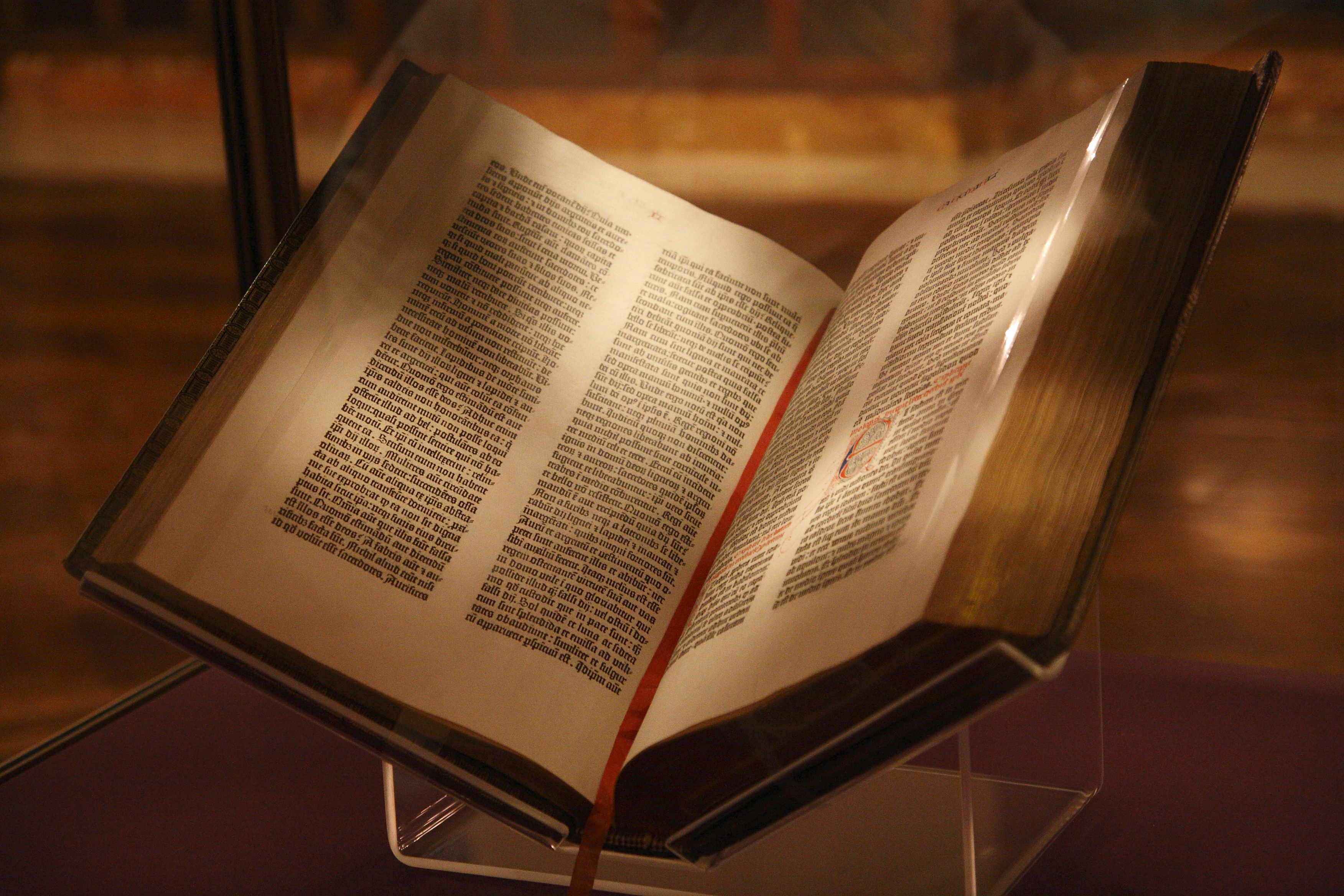
نسخة غوتنبرغ من الكتاب المقدس، وهو أول كتاب مطبوع في العالم الغربي.

الْكِتَابُ المُقَدَّس ويعرف أيضًا بعدة أسماء أخرى أقل شهرة منها كتاب العهود. يتكون من مجموعة كتب تسمى في العربية أسفارًا، ويعتقد اليهود والمسيحيون أنها كتبت بوحي وإلهام. الكتب التسعة والثلاثون الأولى مشتركة بين اليهود والمسيحيين، يطلق عليها اليهود اسم التناخ أما المسيحيون فيسمونها العهد القديم، ليضيفوا إليها سبعًا وعشرين كتابًا آخر يشكلون العهد الجديد. إلى جانب هذا التقسيم العام، هناك التقسيم التخصصي، فالتناخ أو العهد القديم، يتكون من مجموعة أقسام وفروع أولها التوراة التي تؤلف أسفار موسى الخمسة، ثم الأسفار التاريخية وكتب الأنبياء والحكمة، في حين أن العهد الجديد يقسم بدوره إلى الأناجيل القانونية الأربعة والرسائل وسفر الأعمال والرؤيا. ومواضيع الأسفار مختلفة، فإن اعتبر سفر التكوين قصصيًا بالأولى، فإن سفر اللاويين تشريعيًا بالأحرى، أما المزامير فسفرٌ تسبيحي، ودانيال رؤيوي.
هناك بعض الاختلافات بين الطوائف في ترتيب أو الاعتراف بقانونية بعض الأجزاء، على سبيل المثال فإن طائفة الصدوقيين اليهودية المنقرضة كانت ترفض الاعتراف بغير أسفار موسى الخمسة، وكذلك حال السامريين؛ أما يهود الإسكندرية أضافوا ما يعرف باسم الأسفار القانونية الثانية والتي قبلها لاحقًا الكاثوليك والأرثوذكس في حين رفض يهود فلسطين والبروتستانت الاعتراف بأنها كتبت بوحي. وكذلك الحال بالنسبة للعهد الجديد، إذ دارت نقاشات طويلة حول قانونية بعض الأسفار كرسالة بطرس الثانية والرسالة إلى العبرانيين، قبل أن يستقر الرأي على التنميط الحالي في مجمع نيقية، وإن وجدت بعض القوانين السابقة مثل قانون مورتوراي، علمًا أن أقدم إشارة إلى القانون تعود إلى عام 170 على يد الشهيد المسيحي يستينس. هذا بخصوص تكوّن العهد الجديد، أما تكوّن العهد القديم فتكوّنه أصعب وأطول، وبحسب الأدلة الخارجية المتوافرة، فإن زمن الملكية في يهوذا ثم السبي البابلي قد شكّل منعطفًا حاسمًا في التشكيل كما نعرفه اليوم، على يد أنبياء يهود كداود وميخا.
كتبت أسفار العهد القديم بالعبرية التوراتية، وأسفار العهد الجديد باليونانية القديمة، ونتيجة انقراض كلا اللغتين، يدفع بمراجعات ترجمة المعاني دوريًا، وبكل الأحوال فإنّ علماء الكتاب المقدس من مسيحيين أو يهود أو ملاحدة، اتفقوا أن النصّ الحالي مثبت إثباتًا حسنًا بضوء الأدلة الداخلية والخارجيّة، بغض النظر عن بعض التراجم التي لا تتبع أحدث الدراسات الكتابيّة. وتتضمن نصوص الكتاب المقدس الأحداث التاريخية، والترانيم، والأمثال، والخُطب، والِشعر، والنبوءات، بالإضافة إلى الأحكام القضائية، والفرائض العائلية، والشرائع الأدبية والدينية.
يؤمن المسيحيون واليهود، أن الكتاب معصوم، وثابت إلى الأبد، وغير قابل للنقض، وبحسب تحديدات المجمع الفاتيكاني الثاني فهو «ما راق الله أن يظهر بكلام مؤلفيه»، و«اختبار البشرية لخالقها» و«الصيغة البشرية للتعبير عن كلام الله الذي لا يُعبّر عنه»؛ أما أحبار اليهود أمثال إيليا بن سليمان زلمان فقد اعتبر أن دراسة الكتاب هي الطريقة المثلى للتواصل مع الله، «لأن الله والتوراة واحد، فلا يمكن فصل الله عن رسالته»؛ في حين اعتبره الحبر يهوشوع أيونجيل «كل غاية الإنسان»، كما أن الكتاب ذاته امتدح كلام الله كما كتب: «كلمتك مصباحٌ لخطاي ونور لسبيلي».
إلى جانب ذلك، فإن الكتاب المقدس هو أقدم كتاب لم ينقطع تداوله في العالم، وأول كتاب تمت طباعته بطريقة التجميع لحروف المونوتيب المتحركة في العالم الغربي، وأكثر كتاب يمتلك مخطوطات قديمة، والكتاب الأكثر قراءة وتوزيعًا في تاريخ البشرية، والوحيد الذي ترجم لأغلب اللغات البشرية إذ ترجم لقرابة ألفي لغة، وطبع منه آخر قرنين ستة مليارات نسخة، وأكثر كتاب صدر عنه دراسات وكتب وأبحاث جانبية، وأكثر كتاب أوحى برسم لوحات أو مقطوعات موسيقية أو شعر أو أدب أو مسرحيات أو أفلام أو سواها من الآثار البشرية. كان للكتاب المقدس تأثير عميق على الثقافة والتاريخ الغربي وعلى الثقافات المختلفة في جميع أنحاء العالم.

## التكوين

### نشوء الكتاب المقدس
ينقسم الكتاب المقدس لدى المسيحيين إلى قسمين متمايزين هما العهد القديم والعهد الجديد.
أصل هذه التسمية تعود أن اللاهوتيين المسيحيين الأوائل رؤوا ما ذهب إليه بولس في الرسالة الثانية إلى كورنثس 14/3 بأن تلك النصوص تحوي أحكام عهد جديد، ما أدى في الوقت نفسه إلى إطلاق مصطلح العهد القديم على المجموعة التي كانت تسمى الشريعة والأنبياء وتشمل الكتاب المقدس لدى اليهود. ويتكون العهد القديم من تسعة وثلاثين كتابًا يطلق عليها اسم أسفار، وقد قسّمت أسفار العهد القديم حسب التقليد المسيحي إلى أربعة أقسام وفروع أولها التوراة التي تؤلف أسفار موسى الخمسة، ثم الأسفار التاريخية وأسفار الأنبياء والحكمة؛ أما العهد الجديد فيحتوي على سبعة وعشرين سفرًا وهي الأناجيل القانونية الأربعة بالإضافة إلى أعمال الرسل وأربعة عشر رسالة لبولس وسبع رسائل لرسل وتلاميذ آخرين وسفر الرؤيا. ومواضيع الأسفار مختلفة، فإن اعتبر سفر التكوين قصصيًا بالأولى، فإن سفر اللاويين تشريعيًا بالأحرى، أما المزامير فسفرٌ تسبيحي، ودانيال رؤيوي. تقبل الكنيسة الكاثوليكية والأرثوذكسية الأسفار القانونية الثانية، في حين أن الكنائس البروتستانتية فهي تتفق مع اليهودية في عدم قبولها.
إن الجماعة المسيحية الأولى، والتي انطلقت من بيئة يهودية وامتلكت قواسم مشتركة عديدة مع الديانة اليهودية، اعتبرت في البداية الشريعة والأنبياء المقدسة لدى اليهود، كتابها المقدس الوحيد، وكانت الترجمة السبعينية لهذا الكتاب والتي أنجزها لاهوتيون يهود في الإسكندرية خلال القرن الثاني قبل الميلاد باللغة اليونانية النسخة الأكثر انتشارًا منه؛ ويعود سبب تقديس المسيحيين للعهد القديم إلى عدة أسباب: يسوع طلب ذلك صراحة، ولأن نبؤات العهد القديم حول الماشيح قد تحققت في شخص يسوع حسب المعتقدات المسيحية، لذلك يلبث العهد القديم هامًا لتأكيد أن يسوع هو المسيح، وكذلك لفهم البيئة التي نشأ منها يسوع، ويضاف إلى ذلك أن العهد القديم جزء من وحي الله.
أما تأليف أسفار العهد الجديد، وضمها في بوتقة واحدة، فهو نتيجة تطور طويل معقد، إذ يظهر العهد الجديد كمجموعة مؤلفة من سبعة وعشرين سفرًا مختلفة الحجم، وضعت جميعها باللغة اليونانية أواخر القرن الأول؛ إن السلطة العليا في أمور الدين كانت تتمثل لدى المسيحيين الأولين في مرجعين، العهد القديم، والمرجع الثاني الذي انتشر انتشارًا سريعًا وقد أجمعوا على تسميته الرب، ويشمل هذا المرجع على التعاليم التي ألقاها يسوع والأحداث التي تبين سلطته؛ لكن العهد القديم وحده كان يتألف من نصوص مكتوبة، أما أقوال يسوع وما كان يعظ به فقد تناقلتها ألسن الحفاظ شفهيًا، وربما وجدت بعض الوثائق المكتوبة لروايتي الصلب والقيامة أو بعض الأحداث الهامة الأخرى؛ ولم يشعر المسيحيون الأولون، إلا بعد وفاة آخر الرسل بضرورة تدوين التقليد الشفهي، فبدؤوا قرابة العام 120 بإنشاء العهد الجديد، مبتدئين بأسفار بولس نظرًا لما كان له من شهرة ولأنه أوصى بقراءة رسائله بنفسه، وتشير كتابات آباء كنيسة القرن الثاني إلى أنهم يعرفون عددًا كبيرًا من رسائل بولس وأنهم يولونها مكانة الكتب المقدسة، أيضًا فإن أقدم الإشارات التاريخية تعود للعام 140 تثبت أن المسيحيين يقرأون الأناجيل في اجتماعات الأحد وأنهم يعدونها مؤلفات الرسل أو أقله شخصيات تتصل بالرسل بشكل وثيق، وأنهم أخذوا يولونها منزلة الكتاب المقدس.

### الأناجيل المنتحلة

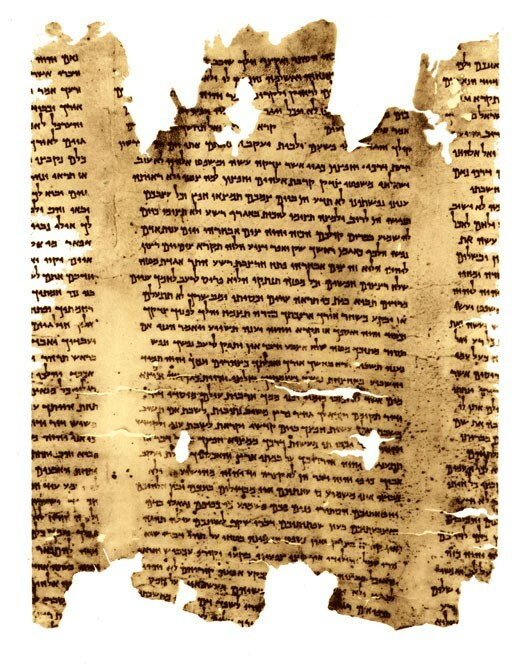
من مخطوطات وادي قمران وتشمل سفر أشعياء 17/57 إلى 9/59.

بعد عام 150 مست الحاجة في الكنيسة إلى قاعدة شاملة تنظم المؤلفات الدينية حول يسوع، تمهيدًا لإدراجها ضمن قانون الكتاب المقدس، فكان المعيار المتبع صحة نسبتها إلى الرسل، وبرزت الأناجيل الأربعة نظرًا لصحة نسبها إلى الرسل من ناحية ولما تحلّت به صفات تتطابق مع التقليد الشفهي، ومع رسائل بولس التي اعتبرت قبلاً أسفارًا مقدسة، وحوالي عام 170 كان قانون العهد الجديد قد اكتمل وأضيف إليه سفر أعمال الرسل كمؤلف قانوني لكون مؤلفه هو لوقا مؤلف الإنجيل الثالث نفسه، ثم ضمّ إلى القانون لاحقًا رؤيا يوحنا والرسالة إلى العبرانيين إضافة إلى رسائل يوحنا الثلاث ورسالتي بطرس فضلاً عن رسالة يهوذا ورسالة يعقوب، وذلك بعد نقاشات طويلة حول صحة نسبتها، إذ لم ينته ضم جميع الأسفار حتى نهاية القرن الثالث وبداية القرن الرابع.
أما تلك الكتب التي لم يثبت صحة نسبتها، فقدت تدريجيًا حظوتها في الكنيسة ولدى المسيحيين كأسفار مقدسة، كرسالة أقلمنضس الأولى ورؤيا بطرس ومؤلف الراعي لهرماس، ومؤلفات أخرى غيرها، وهذه المؤلفات كانت ذات انتشار في مناطق محدودة خصوصًا مصر، لكنها دُعيت عقب رفضها في قانون الكتاب المقدس بالمنحولة والتي تعني باليونانية مخفية، وذلك لأنه لم يسمح بقراءتها خلال إقامة الشعائر الدينية وأمر أن تبقى خفية خلالها، إلا أنه قد أوصي بقراءتها في بعض الأحوال لحسن تأثيرها في الحياة المسيحية، أما أناجيل الحق وتوما وفيليبس فقد رفضت لأنها مجرد أقوال محتواه في الأناجيل القانونية ولا تحوي شيئاً من رواية الأحداث، كما أن أغلبها قد وضع بعد فترة طويلة من سائر المؤلفات، في حين رفضت أناجيل مريم ويعقوب والطفولة، لكونها أقرب إلى الرؤى والقصص الشعبية منها إلى الصيغ الواقعية، فضلاً عن التوسع في جانب معجزات الرسل بهدف تعظيم شأنهم، أما إنجيل برنابا فلا يعتبر من الأناجيل المنحولة والكتب الأبوكفيرية، إذ إنه كتب أواخر القرن الخامس عشر على يد راهب تحوّل إلى الإسلام، وبالتالي لا يعود للفترة الزمنية المبكرة ذاتها لسائر الأناجيل المنحولة، التي كتبت خلال القرن الثاني والقرن الثالث، وهي على الرغم من رفضها ضمن قانون العهد الجديد إلا أنها تلبث هامة جدًا للباحثين بقصد دراسة الفكر الديني لدى المسيحيين خلال تلك الفترة.

### نص العهد الجديد

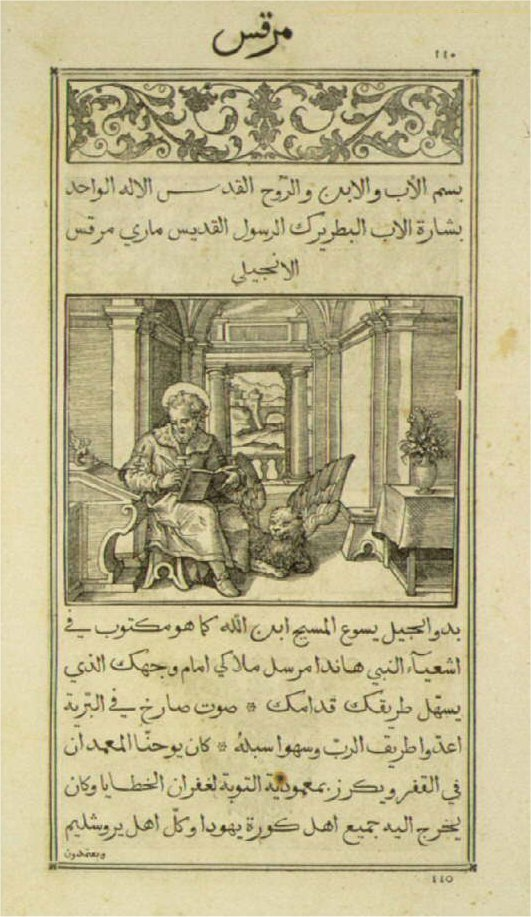
إحدى نسخ العهد الجديد باللغة العربية ترقى للعام 1590 ومزودة بالرسوم والأيقونات.

إن مخطوطات العهد الجديد، والتي أنشئت في كثير من اللغات ليست كتابًا واحدًا بخط المؤلف نفسه بل هي نسخ أو نسخ النسخ للكتب الأصلية التي فقدت اليوم، إن أقدم النصوص المتوافرة للعهد الجديد ترقى إلى القرن الثالث وقد كتبت باللغة اليونانية على الرق، ويعتبر المجلد الفاتيكاني أقدمها ويعود لحوالي العام 250 وسبب تسميته لأنه محفوظ في مكتبة الفاتيكان، وكذلك المجلد السينائي الذي يعود لحوالي العام 300 وقد أضيف إليه جزء من سفر الراعي لهرماس، وهو من محفوظات المتحف البريطاني في لندن وسبب تسميته اكتشافه في دير سانت كاترين في شبه جزيرة سيناء؛ غير أنه يوجد عدد كبير من البرديات والمخطوطات التي تعود أقدمها إلى بداية القرن الثاني وتظهر أجزاءً مختلفة متفاوتة الطول من العهد الجديد؛ إن نسخ وطبعات العهد الجديد ليست كلها واحدة بل تحوي على طائفة من الفوارق بعضها بقواعد الصرف أو النحو وترتيب الكلمات، لكن بعضها الآخر يتعلق بمعنى الفقرات، إن أصل هذه الفروق يعود لأن نص العهد الجديد قد نسخ طول قرون عديدة وبلغات مختلفة بيد نساخ صلاحهم للعمل متفاوت، ما يؤدي حكمًا إلى أخطاء عديدة في النسخ، سوى ذلك فإن بعض النساخ حاولوا أحيانًا أن يعدلوا بعض الفقرات التي بدت لهم تحوي أخطاءً أو قلة دقة في التعبير اللاهوتي، إلى جانب استعمال نصوص فقرات عديدة من العهد الجديد في أثناء إقامة شعائر العبادة ما أدى أحيانًا إلى ادخال زخارف لفظية غايتها تجميل النص.
إن هذه التبدلات قد تراكمت على مر العصور، فكانت النتيجة وصول عدد من النسخ المختلفة إلى عصر الطباعة مثقلة بمختلف أنواع التبديل والقراءات؛ لكنه وبدءًا من القرن الثامن عشر قد أخذ علم نقد النصوص بتمحيص الوثائق القديمة بدقة، خصوصًا المجلدين الفاتيكاني والسينائي، لوضع ترجمة جديدة للأصول القديمة:
| الكتاب المقدس | إن النتائج التي وصل إليها علم نقد النصوص منذ 150 سنة خلت حتى الآن، جديرة بالإعجاب، وبوسعنا اليوم أن نعد نص العهد الجديد نصًا مثبتًا إثباتًا حسنًا، وما من داع لإعادة النظر به إلا إذا عثر على وثائق جديدة. إن هذه النتائج تظهر واضحة للمرء إذا قارن بين النسخات الحديثة والطبعات التي ظهرت سنة 1520 بفضل العمل المحكم وفق قواعد علم نقد النصوص. | الكتاب المقدس |

ولا تعتبر هذه الاختلافات، بحسب رأي المسيحيين، تزويرًا أو تحريفًا للكتاب المقدس، إذ إن النصوص القديمة والحديثة، على حد سواء، لم تختلف في القضايا الجوهرية، كالثالوث الأقدس أو ألوهية المسيح وتعاليمه، وهي الغاية الأساس من الأناجيل.، ولا تزال هناك فروق بسيطة في مختلف الترجمات العربية للكتاب المقدس.

### الأناجيل الأربعة القانونية

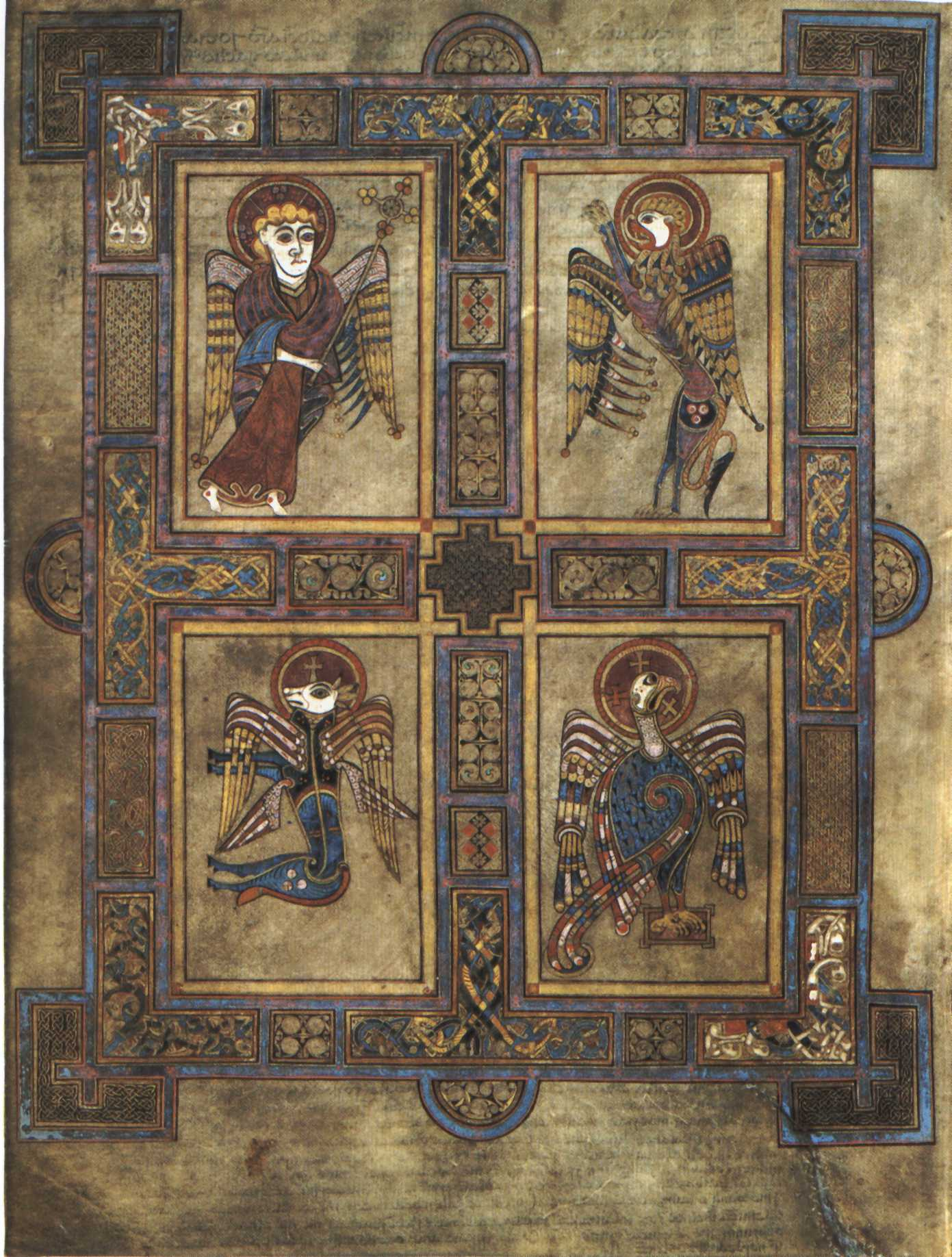
الحيوانات الأربعة المحيطة بعرش الله، كما ورد في رؤيا يوحنا وهي ترمز إلى الإنجليين الأربعة هم يوحنا ولوقا ومرقس ومتى، وفق المعتقدات المسيحية.

يطلق على القسم الأول من العهد الجديد اسم الإنجيل ويشمل أربع كتب هي: إنجيل متى، الذي كتب في جبيل أو أنطاكية للمسيحيين من أصل يهودي هم خارج فلسطين حوالي العام 80 أو 90، وينسبه التقليد الكنسي منذ النصف الأول للقرن الثاني لمتى أحد التلاميذ الاثني عشر، إنجيل مرقس وهو أقدمها تاريخيًا كتب حوالي سنة 60 أو 65 في روما خلال الفترة التي شهدت اضطهاد نيرون، وقد كتب للمسيحيين من أصول وثنية؛ ويعتبر أقصر الأناجيل، يغلب عليه سلسلة روايات قصيرة غير مترابطة فيما بينها، وقد نسب إلى مرقس أو من يدعى في سفر أعمال الرسل يوحنا مرقس ذو الأصول اليهودية، وهو تلميذ ومرافق لبطرس، واعتمد عليه في كتابة إنجيله؛ أما إنجيل لوقا ثالث الأناجيل، فيوضع تاريخه بعد حصار أورشليم وتدمير هيكل سليمان عام 70 أي بحدود العام 80، وهو موجه بالتحديد إلى إحدى الشخصيات النبيلة اليونانية التي تدعى ثاوفيليوس، ومن ثم للمسيحيين ذوي الثقافة اليونانية عمومًا، يتميز هذا الإنجيل بأنه الوحيد الذي يفتتح بمقدمة شأنه شأن كثير من المؤلفات اليونانية في تلك الأيام.
يطلق على الأناجيل الثلاثة الأولى اسم الأناجيل الإزائية، بسبب تشابهها في ترتيب الأحداث وفي الصياغة العامة، ويفترض علماء اللاهوت وعلماء نقد النصوص، أن كلاً من متى ولوقا قد اطلعا على إنجيل مرقس، واعتمدا عليه كمرجع أساسي في تأليفهما، وأنهما اطلعا أيضًا على وثيقة مشتركة مجهولة حتى اليوم، يطلق عليها اسم الوثيقة ق، إذ إنه بين 1068 آية في إنجيل متى يشترك مع مرقس في 508 آيات ومع لوقا في 560 آية منها مشتركة بين لوقا ومرقس في الوقت نفسه 330 آية أي أن هذه الأخيرة مشتركة بين الثلاثة.
ويضاف إلى كل إنجيل مصادره الخاصة من التقاليد الشفهية، هناك 500 آية خاصة بلوقا وحده، و330 خاصة بمتى، في حين أن 53 آية فقط خاصة بمرقس، ما يؤكد ما توصل إليه الباحثون باطلاع متى ولوقا على إنجيل مرقس الأقدم تاريخيًا؛ وعلى الرغم من هذا الائتلاف الشديد في النصوص فإن الأناجيل تحوي وجوه اختلاف في البنية العامة وهيكلية السرد إضافة لبعض التفاسير وفقًا للرؤية اللاهوتية لكل منهم والرمز المراد منه.
أما الإنجيل الرابع، فهو إنجيل يوحنا، يتميز ببنية خاصة، كذلك يغلب عليه الطابع اللاهوتي من ناحية الخطب والصلوات، ولا يهتم بسرد الأحداث بقدر ما يهتم باستخلاص معانيها.
لاحقًا وجد القديس إيرونيموس ما ذكر في رؤيا يوحنا 7/4 من أسماء حيوانات تحيط بعرش الله، بأنها رموز إلى الإنجيليين الأربعة، فأخذ متى رمز الإنسان لكونه يركز على الناحية الإنسانية ليسوع وكونه هو المسيح، في حين رُمز إلى مرقس بالأسد رمزًا للعظمة، أما لوقا بالعجل رمز القوة في العهد القديم، والنسر رمز يوحنا لقدرته على الارتقاء بالمفردات والتعابير البسيطة إلى تعابير وصيغ لاهوتية معقدة.

## التأثير

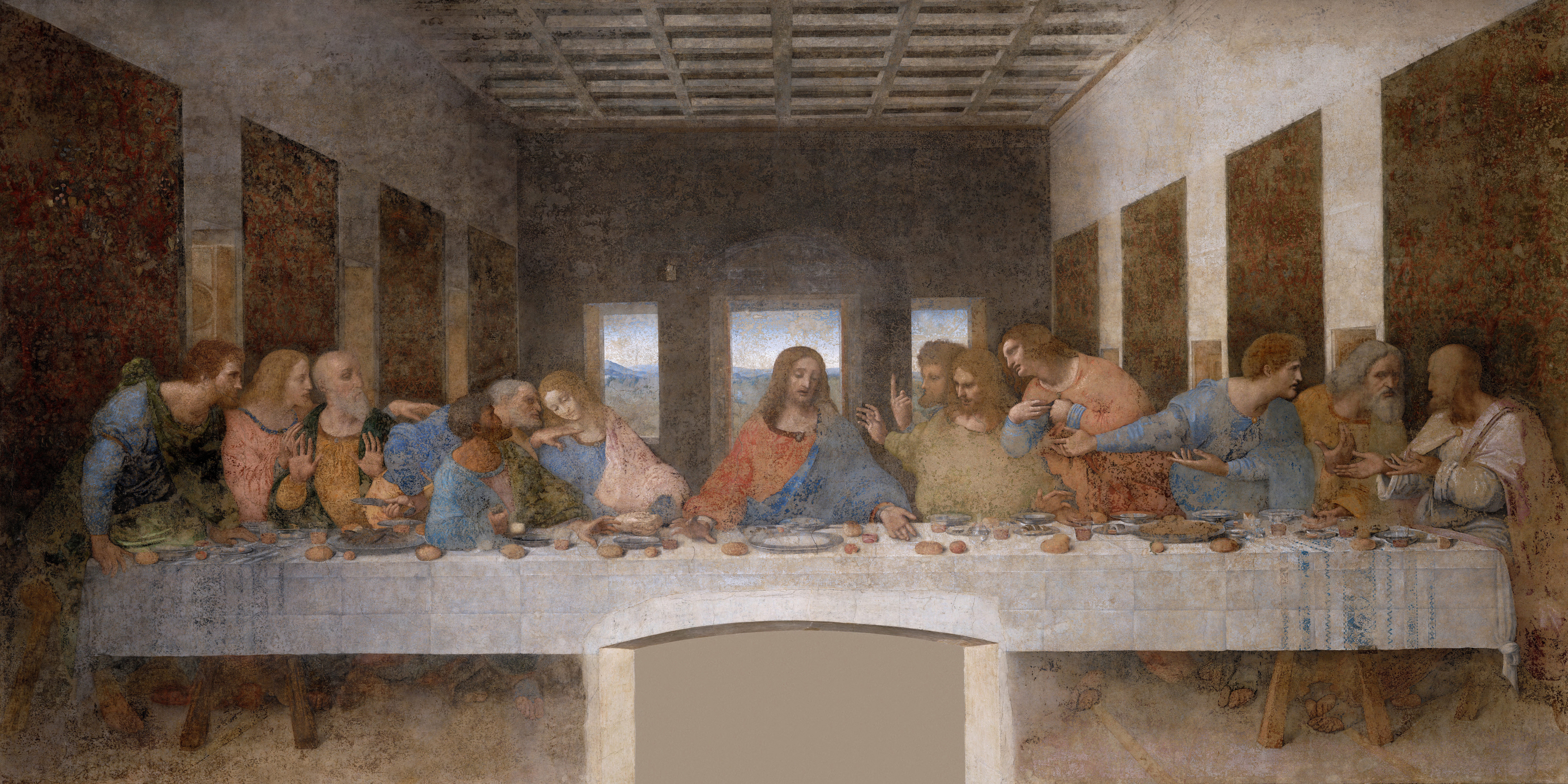
لوحة العشاء الأخير بريشة ليوناردو دا فينشي: واحدة من اللوحات الأكثر شهرة في العالم الغربي.

مع تقليد أدبي يمتد على بعد آلاف السنين، يُعد الكتاب المقدس أحد أكثر الأعمال تأثيراً على الإطلاق. من ممارسات النظافة الشخصية إلى الفلسفة والأخلاق، أثر الكتاب المقدس بشكل مباشر وغير مباشر على السياسة والقانون والحرب والسلام والأخلاق الجنسية والزواج والحياة الأسرية والرسائل والتعلم والفنون والاقتصاد والعدالة الاجتماعية والرعاية الطبية والمزيد.
يُعد الكتاب المقدس أحد أكثر الكتب المنشورة في العالم، حيث تقدر إجمالي المبيعات التي تزيد عن خمسة مليارات نسخة. على هذا النحو، كان للكتاب المقدس تأثير عميق، وخاصة في العالم الغربي، حيث كان بيبل غوتنبرغ أول كتاب مطبوع في أوروبا باستخدام الحرف المتحرك. وقد ساهم في تشكيل القانون الغربي والفن والأدب والتعليم.
لقد أثر الكتاب المقدس بشكل مباشر وغير مباشر على الأدب: تعتبر اعترافات القديس أوغسطين على نطاق واسع أول سيرة ذاتية في الأدب الغربي. ويعد المؤلف اللاهوتي «الخلاصة اللاهوتية» المكتوب بين عام 1265 إلى عام 1274، هي «واحدة من كلاسيكيات تاريخ الفلسفة وواحدة من أكثر الأعمال ذات التأثير في الآداب الغربية». لقد أثر هذان كلاهما على كتابات شعر دانتي أليغييري الملحمية والكوميديا الإلهية، وبدوره، ساهم خلق دانتي ولاهوت الأسرار في التأثير على كُتّاب مثل جون رونالد تولكين، وويليام شكسبير.
غيرت التعاليم التوراتية على الأخلاق الجنسية في الإمبراطورية الرومانية والألفية التي تلت ذلك. كما ويحتوي الكتاب المقدس على العديد من طقوس الطهارة والنظافة. تشجع آداب المرحاض التوراتية على الغسيل بعد جميع حالات التغوط، وبالتالي كان لها دور في اختراع البيديه.
كما وكان تأثير الكتاب المقدس على التعلم هائلاً. لقرون بعد سقوط الإمبراطورية الرومانية الغربية، كانت جميع المدارس في أوروبا مدارس خاضعة للكنسية، أدّت هذه المدارس في النهاية إلى أولى الجامعات في العصور الوسطى التي انتشرت بعد ذلك في جميع أنحاء العالم في العصر الحديث. أراد المصلحون البروتستانت أن يكون جميع أعضاء الكنيسة قادرين على قراءة الكتاب المقدس، لذلك تم تقديم التعليم الإلزامي لكل من الأولاد والبنات. دعمت ترجمات الكتاب المقدس إلى اللغات العامية المحلية تطور الأدبيات الوطنية، واختراع الحروف الهجائية.
كانت العديد من روائع الفن الغربي غير المسبوقة مستوحاة من مواضيع الكتاب المقدس: من منحوتات داود وبييتا وموسى لمايكل أنجلو، إلى لوحة العشاء الأخير للرسام ليوناردو دا فينشي ولوحات مادونا المختلفة لرفائيل. ويرى عدد من الباحثين كيف أن الكتاب المقدس والفن ارتبطا بشكل وثيق خلال عصر النهضة.
بحسب باحثين يعود العديد من الأساس الفلسفي لحقوق الإنسان إلى تعاليم الكتاب المقدس للقانون الطبيعي، وبحسب عدد من الباحثين فإن ظهور فكرة التمريض الحديث تعود جذروها إلى الكتاب المقدس، والذي يعتبر جانبًا من جوانب إتباع رسالة يسوع، لأن الكثير من خدمته العامة ركز على الشفاء. في عملية اتباع هذا الأمر، حولت الرهبانية في القرن الثالث الكثير من المفاهيم الخاصة بالرعاية الصحية. أنتج هذا أول مستشفى للفقراء في قيصرية في القرن الرابع. كان نظام الرعاية الصحية الرهباني مبتكرًا في أساليبه، مما سمح للمرضى بالبقاء في الدير كطبقة خاصة مُنحت فوائد خاصة؛ وشكل أساسًا للمفاهيم الحديثة المستقبلية للرعاية الصحية العامة. كان للممارسات التوراتية المتمثلة في تغذية الفقراء، وزيارة الأرامل والأطفال الأيتام تأثير كبير.
هناك أيضًا العديد من التأثيرات غير المباشرة من خلال الأديان التي تستخدم الكتاب المقدس: أطروحة ميرتون تدعي وجود علاقة إيجابية بين البروتستانتية والعلوم التجريبية المبكرة التي أدت إلى الثورة العلمية. باستخدام الكتاب المقدس، استمد الكالفينيين واللوثريين في القرن السادس عشر نظرية تسمى عقيدة القاضي الصغرى الذي كان عملت لاحقًا في إعلان وثيقة الاستقلال الأمريكي. ساعد هذا في مقاومة الحكم المطلق وساعد في تمهيد الطريق إلى الديمقراطية الأمريكية. مارست مستعمرة بليموث (الآباء الحجاج؛ 1620) ومستعمرة خليج ماساتشوستس (1628) الحكم الذاتي الديمقراطي وفصل السلطات ورأت بأن الشكل الديمقراطي للحكومة كان إرادة الله كما هو موضح في الكتاب المقدس. تم استخدام الكتاب المقدس لدعم ومعارضة القوة السياسية. كانت النصوص التوراتية هي المحفز للمفاهيم السياسية مثل الديمقراطية والتسامح الديني والحرية الدينية.:3 هذه، بدورها، ألهمت الحركات التي تتراوح من إلغاء عقوبة الإعدام في القرن الثامن عشر والتاسع عشر، إلى حركة الحقوق المدنية، ومعاداة حركة الفصل العنصري، ولاهوت التحرير في أمريكا اللاتينية. لقد كان الكتاب المقدس، بدوره، مصدرًا للعديد من حركات السلام في جميع أنحاء العالم والجهود المبذولة في المصالحة. ويُمكن العثور على جذور العديد من القوانين الحديثة في تعاليم الكتاب المقدس بشأن الإجراءات القانونية، والإنصاف في الإجراءات الجنائية، والإنصاف في تطبيق القانون.

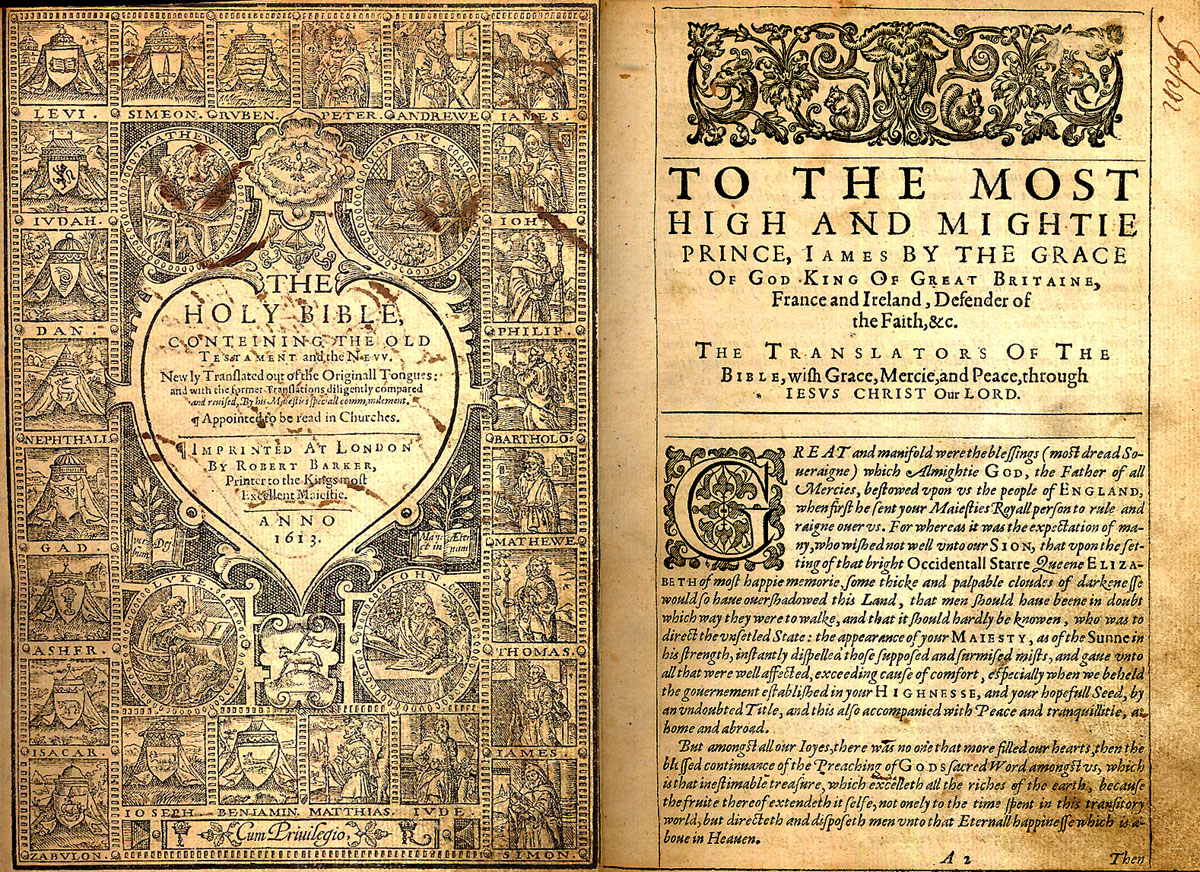
نسخة الملك جيمس من الكتاب المقدس؛ تم وصفها بأنها أحد أهم الكتب في الثقافة الإنجليزية وقوة دافعة في تشكيل العالم الناطق بالإنجليزية
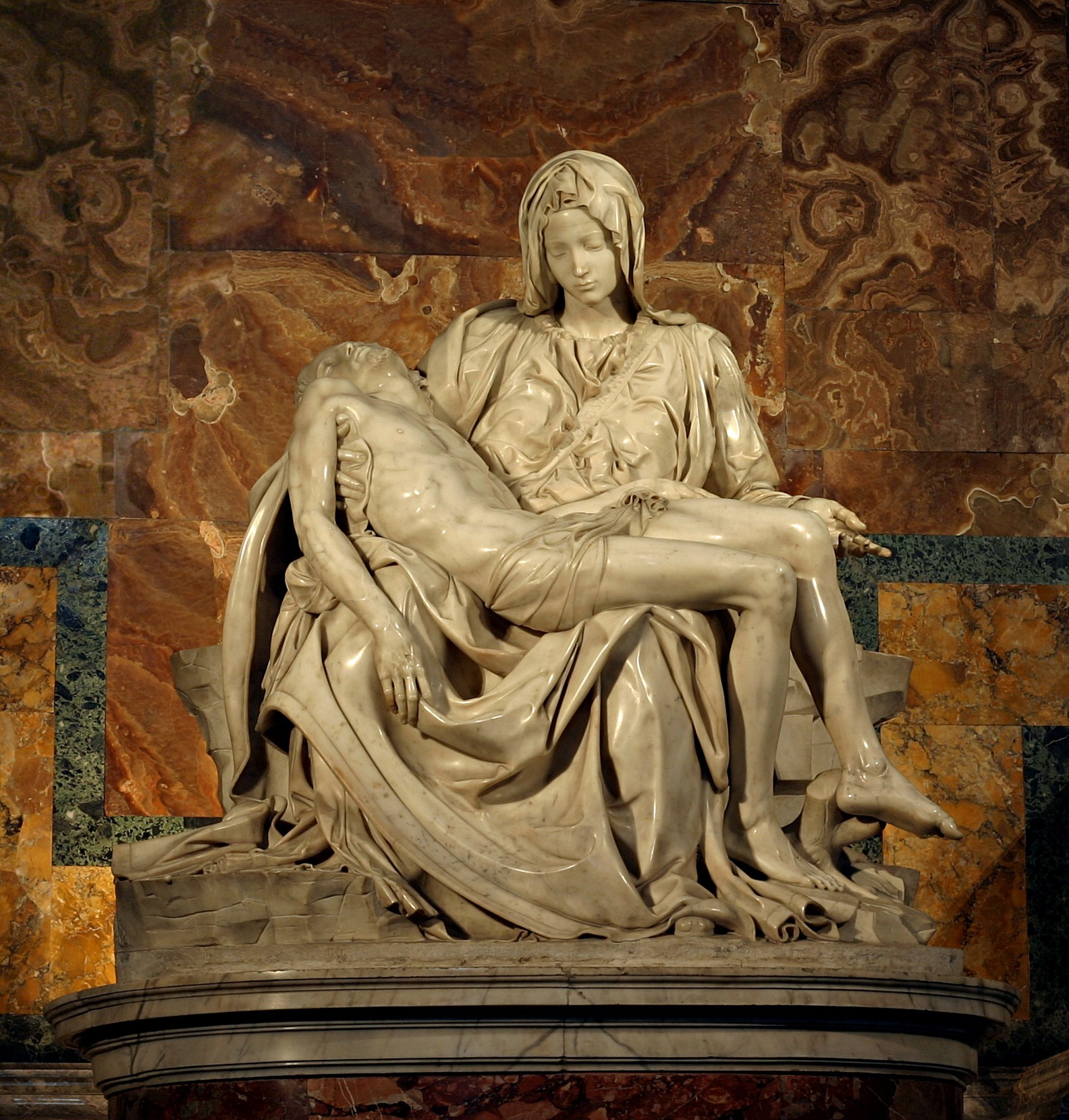
تمثال بييتا لمايكل أنجلو
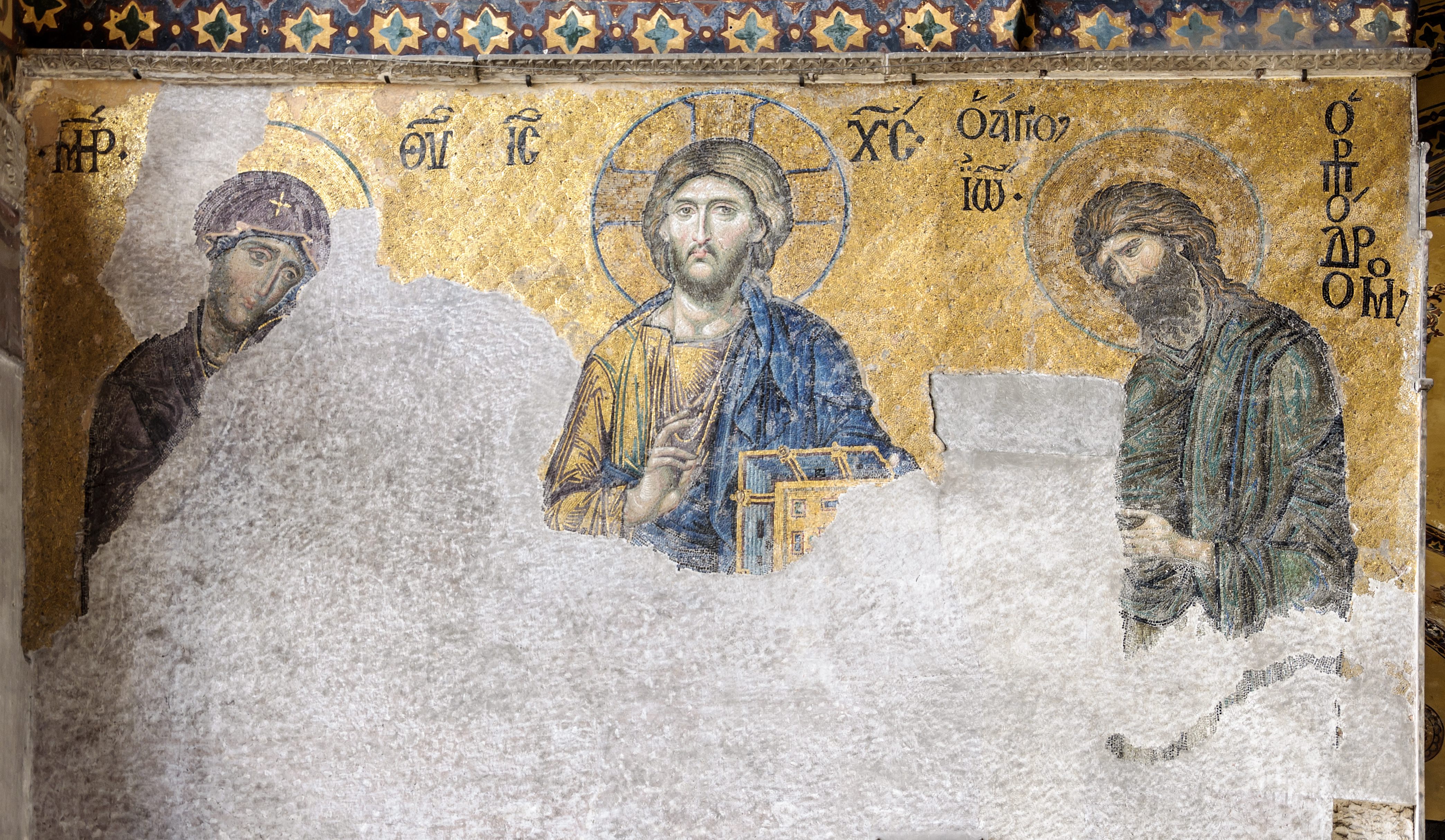
فسيفساء بيزنطية تصور يسوع ومريم العذراء ويوحنا المعمدان في آيا صوفيا
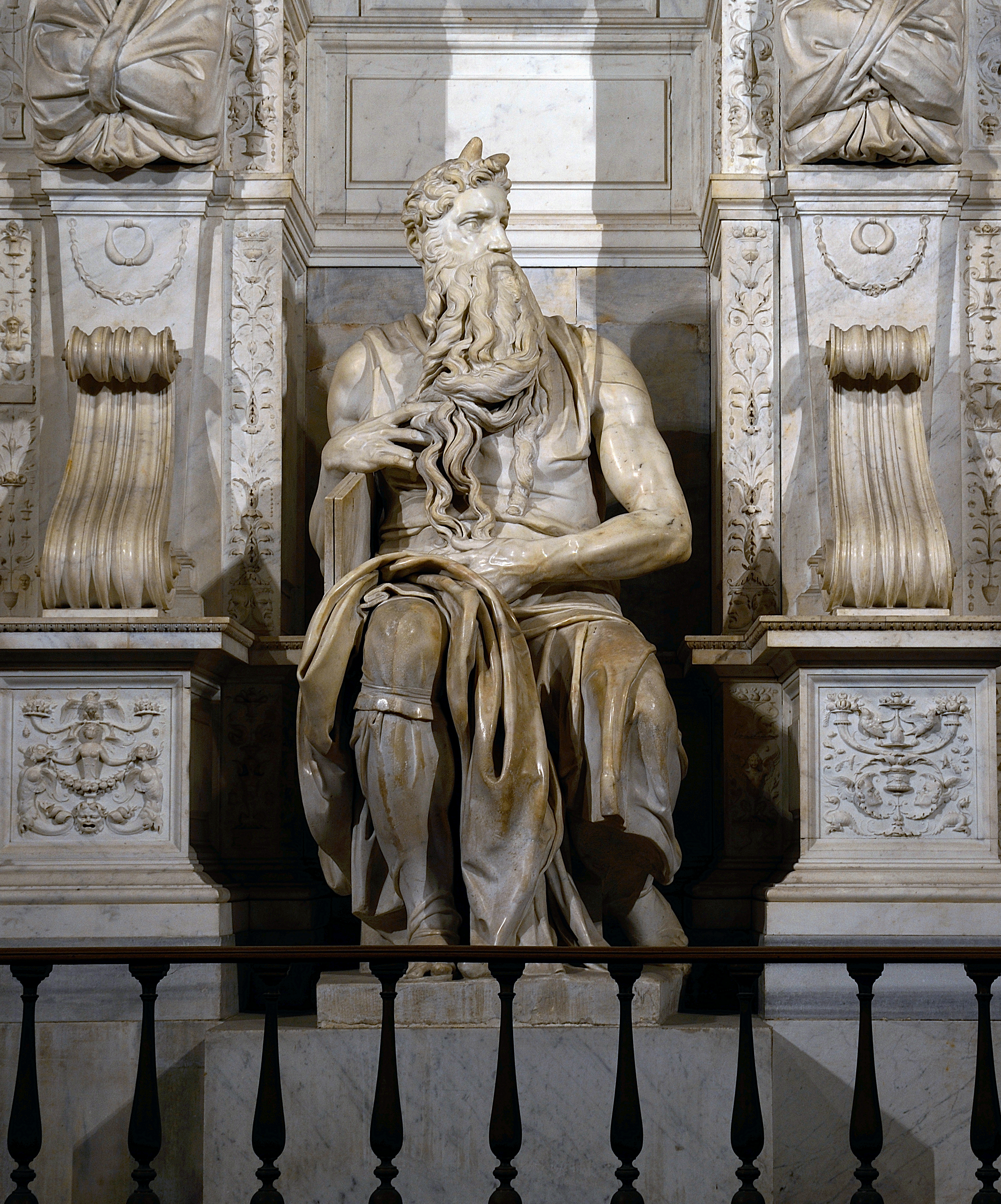
ثمثال موسى لمايكل أنجلو
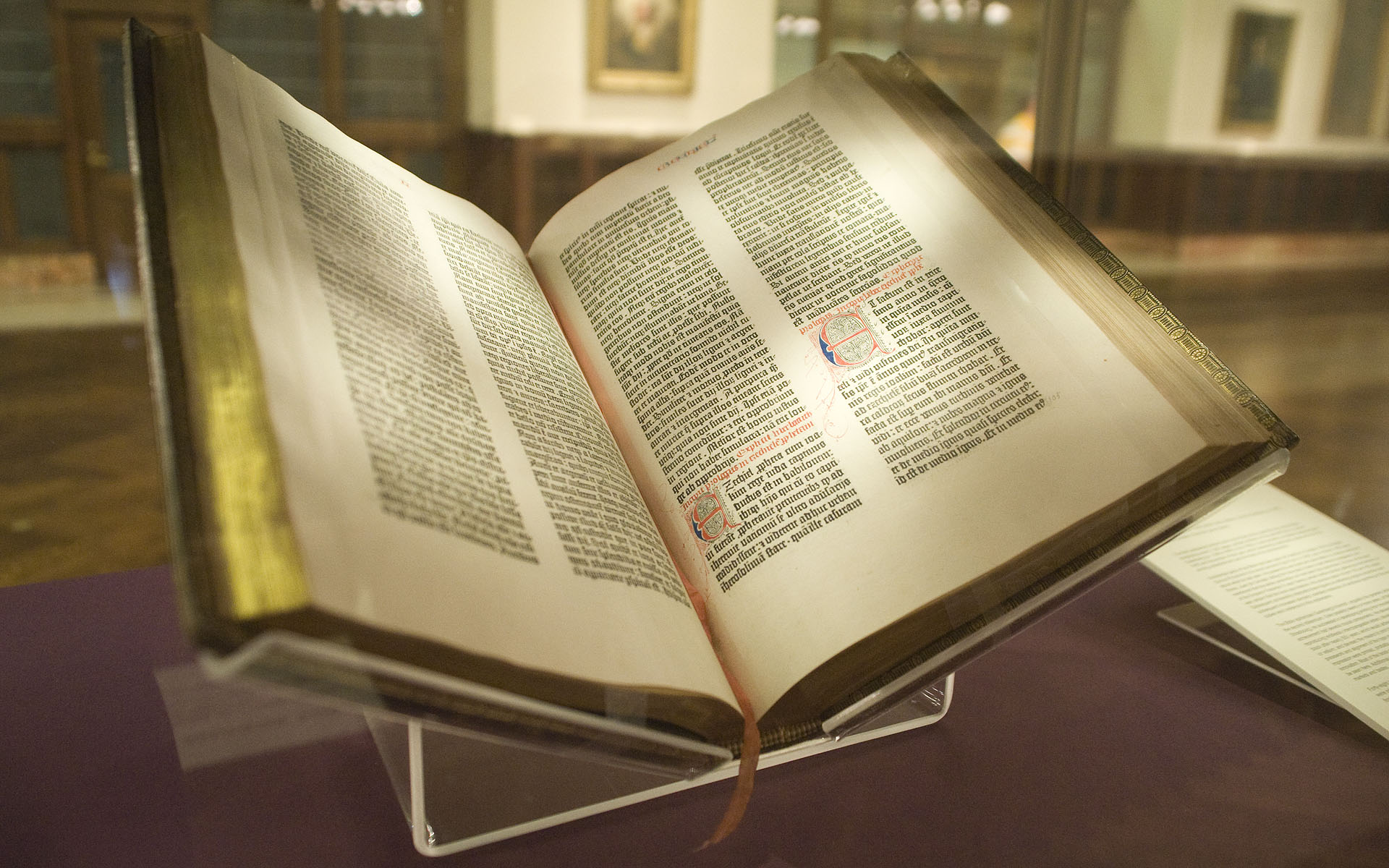
نسخة غوتنبرغ من الكتاب المقدس، وهو أول كتاب مطبوع في العالم

## الآراء
قال جون ريتشز أستاذ اللاهوت والنقد الكتابي في جامعة غلاسكو ما يلي بشأن مختلف التأثيرات التاريخية للكتاب المقدس:
«لقد ألهم بعضا من الآثار العظيمة للفكر البشري والأدب والفن. وقد غذى على قدم المساواة بعض أسوأ التجاوزات من الوحشية البشرية، والمصلحة الذاتية، وضيق الأفق. لقد ألهم الرجال والنساء على القيام بأعمال شجاعة عظيمة، وللقتال من أجل التحرر والتنمية البشرية؛ وكذلك وفر الوقود الأيديولوجي للمجتمعات التي استعبدت إخوانها من بني البشر وفرضت عليهم الفقر المدقع. ... لقد كان، ربما فوق كل شيء، مصدرا للأعراف الدينية والأخلاقية التي مكنت المجتمعات من التجمع مع، ورعاية، وحماية بعضها البعض. ومع ذلك، فإن هذا الشعور القوي بالانتماء قد أدى بدوره إلى توترات وصراعات عرقية وإثنية ودولية».

### الإسلام
في الإسلام، الكتاب المقدس يعكس وحيا حقيقيا من الله، ولكن تم تشويهه أو تحريفه (تحريف); مما استدعى إعطاء القرآن إلى نبي الإسلام، محمد، لتصحيح هذا الانحراف. ويتحدث القرآن دوما عن الإنجيل والتوراة بتوقير وتبجيل، فورد في سورة المائدة الآيتين 46 و 47:﴿وَقَفَّيْنَا عَلَى آثَارِهِمْ بِعِيسَى ابْنِ مَرْيَمَ مُصَدِّقًا لِمَا بَيْنَ يَدَيْهِ مِنَ التَّوْرَاةِ وَآتَيْنَاهُ الْإِنْجِيلَ فِيهِ هُدًى وَنُورٌ وَمُصَدِّقًا لِمَا بَيْنَ يَدَيْهِ مِنَ التَّوْرَاةِ وَهُدًى وَمَوْعِظَةً لِلْمُتَّقِينَ ۝٤٦ وَلْيَحْكُمْ أَهْلُ الْإِنْجِيلِ بِمَا أَنْزَلَ اللَّهُ فِيهِ وَمَنْ لَمْ يَحْكُمْ بِمَا أَنْزَلَ اللَّهُ فَأُولَئِكَ هُمُ الْفَاسِقُونَ ۝٤٧﴾ [المائدة:46–47].
وبينما يتحاشى القرآن اتهام الإنجيل الذي بين أيدي الناس أنه محرف مباشرة، إلا أنه وفقا لسيدني جريفيث في كتابه «الكتاب المقدس في القرآن»، يقوم بذلك بطريقة غير مباشرة. ففي الآية التالية 48 من سورة المائدة: ﴿وَأَنزَلْنَا إِلَيْكَ الْكِتَابَ بِالْحَقِّ مُصَدِّقًا لِّمَا بَيْنَ يَدَيْهِ مِنَ الْكِتَابِ وَمُهَيْمِنًا عَلَيْهِ ۖ فَاحْكُم بَيْنَهُم بِمَا أَنزَلَ اللَّهُ ۖ وَلَا تَتَّبِعْ أَهْوَاءَهُمْ عَمَّا جَاءَكَ مِنَ الْحَقِّ ۚ لِكُلٍّ جَعَلْنَا مِنكُمْ شِرْعَةً وَمِنْهَاجًا ۚ وَلَوْ شَاءَ اللَّهُ لَجَعَلَكُمْ أُمَّةً وَاحِدَةً وَلَٰكِن لِّيَبْلُوَكُمْ فِي مَا آتَاكُمْ ۖ فَاسْتَبِقُوا الْخَيْرَاتِ ۚ إِلَى اللَّهِ مَرْجِعُكُمْ جَمِيعًا فَيُنَبِّئُكُم بِمَا كُنتُمْ فِيهِ تَخْتَلِفُونَ﴾ [المائدة:48]، يقول سيدني جريفيث أن القرآن بالرغم من أنه يصدق ويؤكد الكتب السابقة، إلا أنه يرى كذلك أنه مهيمن عليهم ومصحح لهم. فيعيد القرآن سرد بعض الحكايات الواردة في الكتاب المقدس ولكن بعد تصحيح بعض التفاصيل المهمة. فآدم، على سبيل المثال، يعلن توبته بعد طرده من الجنة ويقبل الله توبته، مفندا بذلك مفهوم الخطيئة الأصلية، ومؤكدا مفهوم أن كل إنسان يحاسب وفقا لعمله فقط. وفي نفس القصة، يغوي الشيطان آدم وحواء كليهما لا حواء فقط. وغير ذلك الكثير من القصص التي يعيد القرآن سردها مصححا، من وجهة نظره، ما طرأ عليها من تغيير.

### الديانات الأخرى
يقدر أعضاء بعض الديانات الأخرى أيضا الكتاب المقدس. على سبيل المثال، ترى الراستافارية الكتاب المقدس كضروري في الدين وتراه التوحيدية العالمية على أنه «واحد من العديد من النصوص الدينية المهمة».

### دراسات الكتاب المقدس
يشير مصطلح النقد الكتابي إلى التحقيق حول الكتاب المقدس كنص، ودراسة الأسئلة من قبيل التأليف، تواريخ التكوين والنية من التأليف. يختلف النقد الكتابي عن نقد الكتاب المقدس والذي يمثل الانتقادات ضد الكتاب المقدس مثل اعتباره مصدرا غير موثوق للمعلومات أو التوجيهات الأخلاقية أو القول بأن الكتاب المقدس قد يكون به أخطاء ترجمة.

### النقد العالي
في القرن السابع عشر جمع توماس هوبز الأدلة الحالية للاستنتاج بأن موسى لا يمكن أن يكون قد كتب الجزء الأكبر من التوراة. بعد ذلك بوقت قصير نشر الفيلسوف باروخ سبينوزا تحليلاً نقدياً، قائلاً بأن المقاطع التي بها مشاكل ليست حالات معزولة يمكن تفسيرها واحدة تلو الأخرى، ولكن منتشرة في جميع أنحاء الكتب الخمسة، وخلص إلى أن «الأمر أوضح من الشمس في الظهيرة، التوراة لم يكتبها موسى...»

## البحوث الأثرية والتاريخية
علم الآثار التوراتي هو علم الآثار الذي يتعلق ويسلط الضوء على الكتاب المقدس العبري والكتابات المسيحية اليونانية (أو «العهد الجديد»). يتم استخدامه للمساعدة في تحديد نمط الحياة وممارسات الناس الذين عاشوا في الأوقات التوراتية. هناك مجموعة واسعة من التفسيرات في مجال علم الآثار التوراتي. يشمل التقسيم الواسع النطاق التوراتي في التوراة، والذي عادةً ما يأخذ الرأي القائل بأن معظم العهد القديم أو الكتاب المقدس العبري يستند إلى التاريخ على الرغم من أنه يتم تقديمه من خلال وجهة نظر دينية تعود إلى عصره، وهو يعتبر عكس التمسك التوراتي الذي يعتبر الكتاب المقدس مجرد تكوين (بعد القرن الخامس قبل الميلاد). لكن حتى بين هؤلاء العلماء الذين ينتمون إلى مدرسة كوبنهاغن، فإن الكتاب المقدس هو وثيقة تاريخية يحتوي على معلومات مباشرة عن الحقبتين الهلنستية والرومانية، وهناك إجماع عالمي على أن أحداث القرن السادس قبل الميلاد مثل الأسر البابلي لها أساس في التاريخ.
هناك خلافات بين الباحثين حول تاريخية رواية الكتاب المقدس حول تاريخ إسرائيل القديمة ويهوذا من القرن العاشر إلى السابع قبل الميلاد. يعتبر سرد الكتاب المقدس حول القرن الثامن إلى السابع قبل الميلاد تاريخيا على نطاق واسع، ولكن ليس بالإجماع، في حين أن الحكم حول الفترة الأقدم من مملكة إسرائيل الموحدة (القرن العاشر قبل الميلاد) وتاريخية داود غير واضح. وتعد رواية الكتاب المقدس حول أحداث الخروج من مصر في التوراة والهجرة إلى أرض الميعاد وحقبة القضاة غير دقيقة تاريخياً بالنسبة للباحثين.

## متاحف الكتاب المقدس
- يقع متحف دنهام للكتاب المقدس في هيوستن، تكساس. وهي معروفة بمجموعتها من الأناجيل النادرة من جميع أنحاء العالم وبوجود العديد من الأناجيل المختلفة بلغات مختلفة.[88]
- افتتح متحف الكتاب المقدس في واشنطن العاصمة في نوفمبر 2017.[89] ينص المتحف على أن نيته «المشاركة الأهمية التاريخية والأهمية للنصوص المقدسة بطريقة غير طائفية»، ولكن هذا موضع تساؤل.[90][91]
- افتتح متحف الكتاب المقدس في سانت أرنو، فيكتوريا، أستراليا في عام 2009.[92] اعتبارًا من عام 2020، مغلق لإعادة التوطين.[93]
- يوجد متحف للكتاب المقدس في 'مسرحية الآلام' في يوريكا سبرينجز، أركنساس.[94][95]
- افتتح متحف الكتاب المقدس في الميدان في كوليرفيل، تينيسي في عام 1997.[96][97]
- متحف وحدائق بيدنهارن في مونرو، لويزيانا تتضمن متحف الكتاب المقدس.[98]

## صور للكتاب المقدس

Bibles
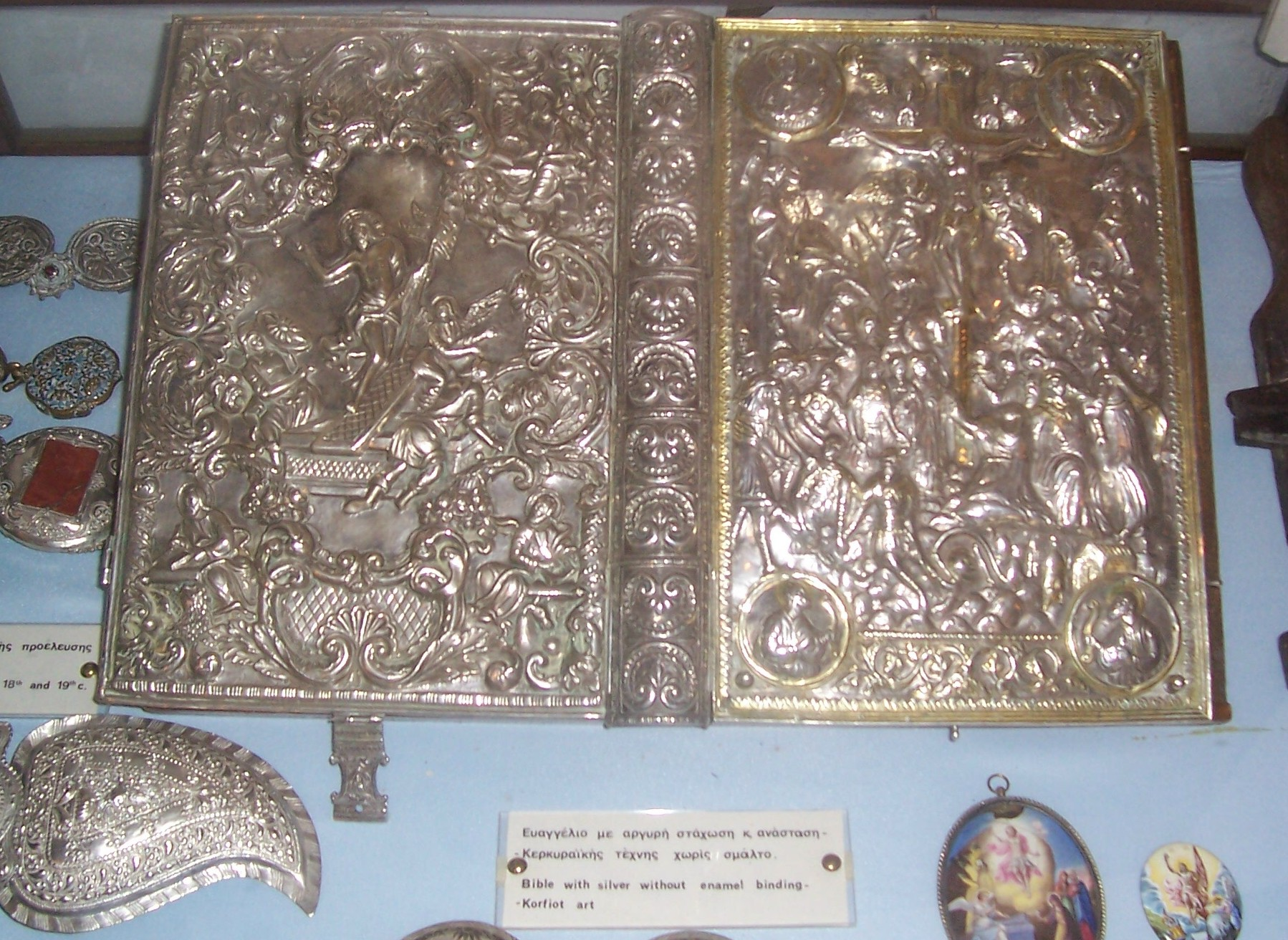
الكتاب المقدس القديم من دير يوناني
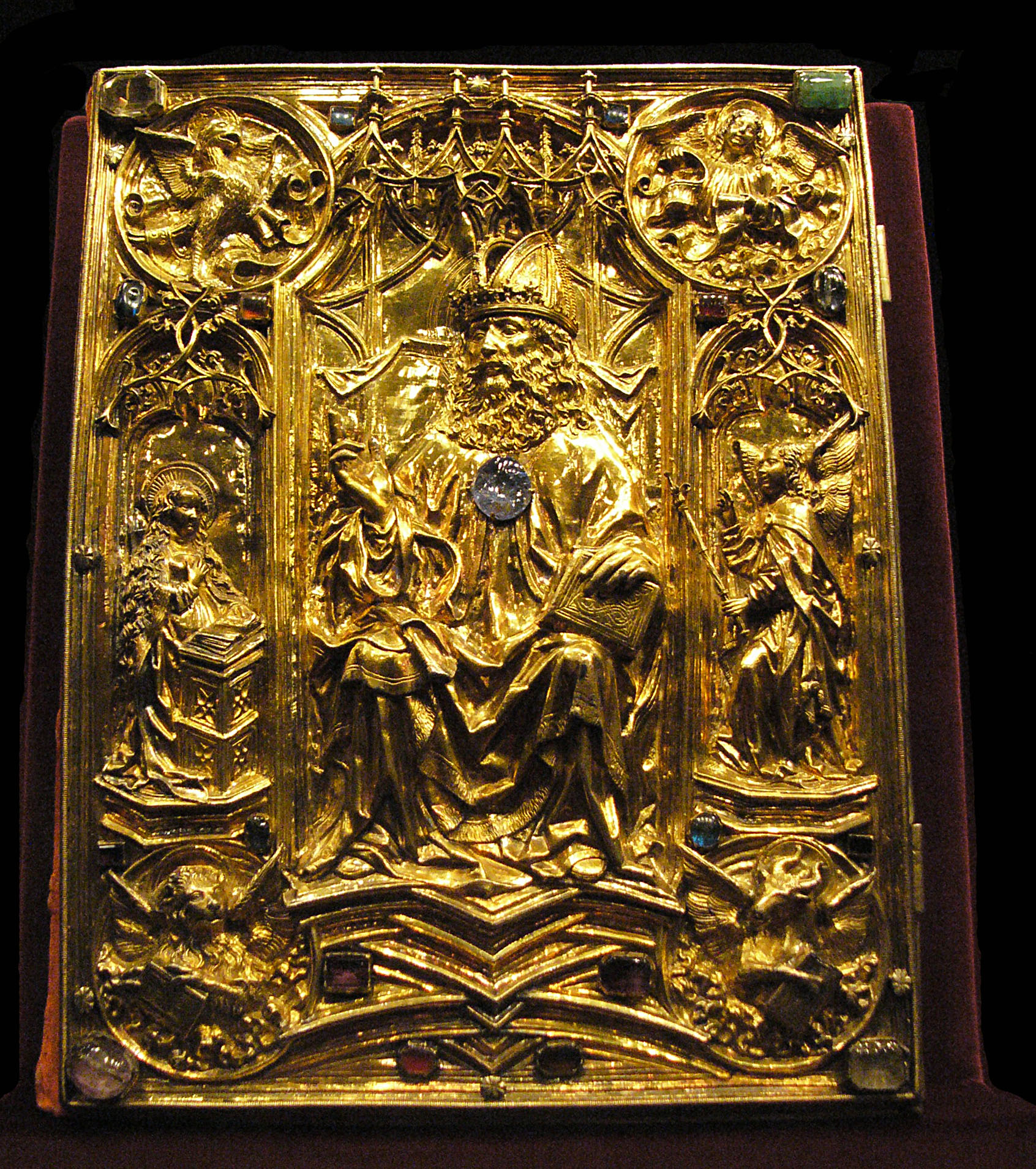
الكتاب المقدس الإمبراطوري أوإنجيل تتويج فيينا من فيينا (النمسا)، حوالي 1500.
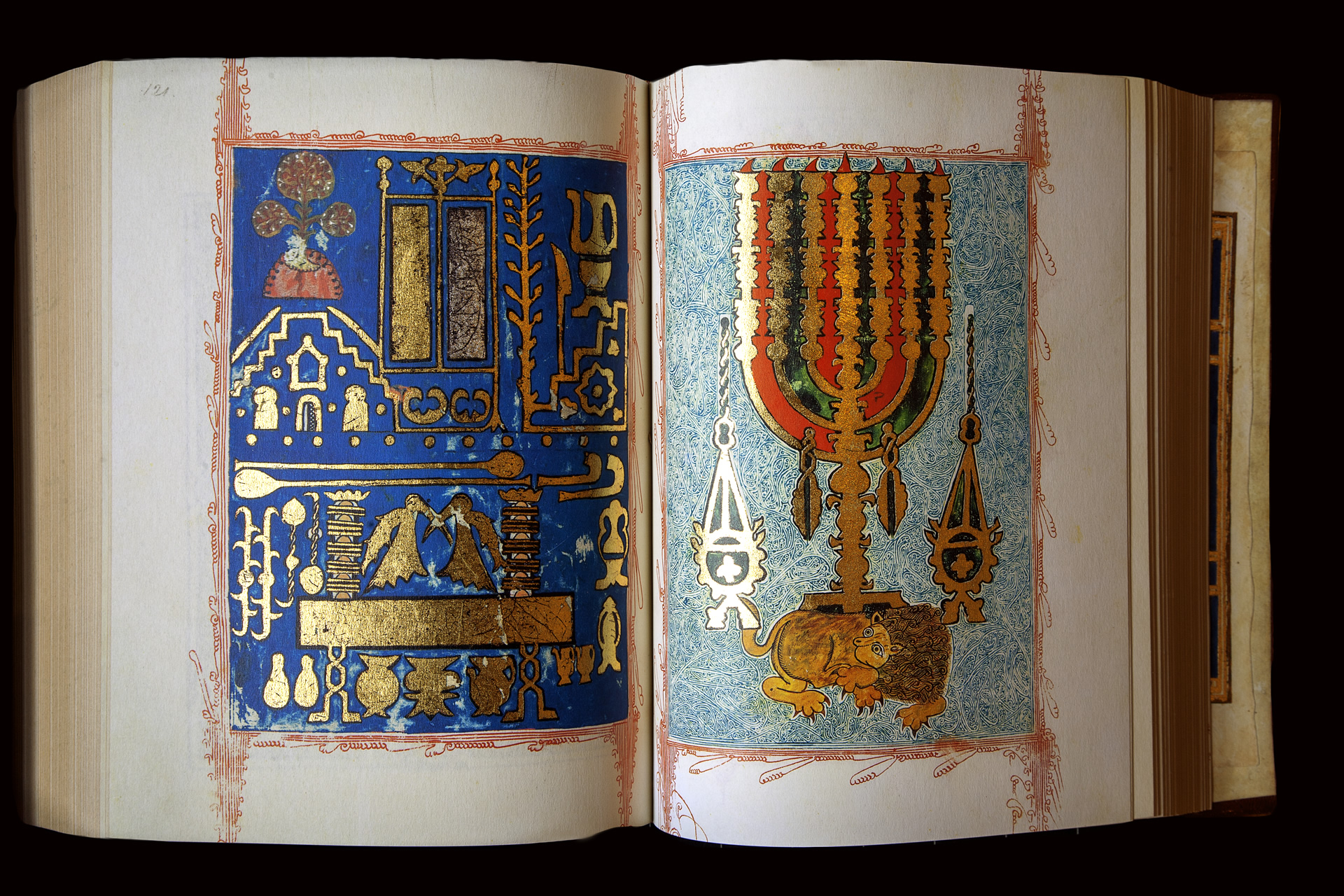
الكتاب المقدس بنيامين كينيكوت، 1476
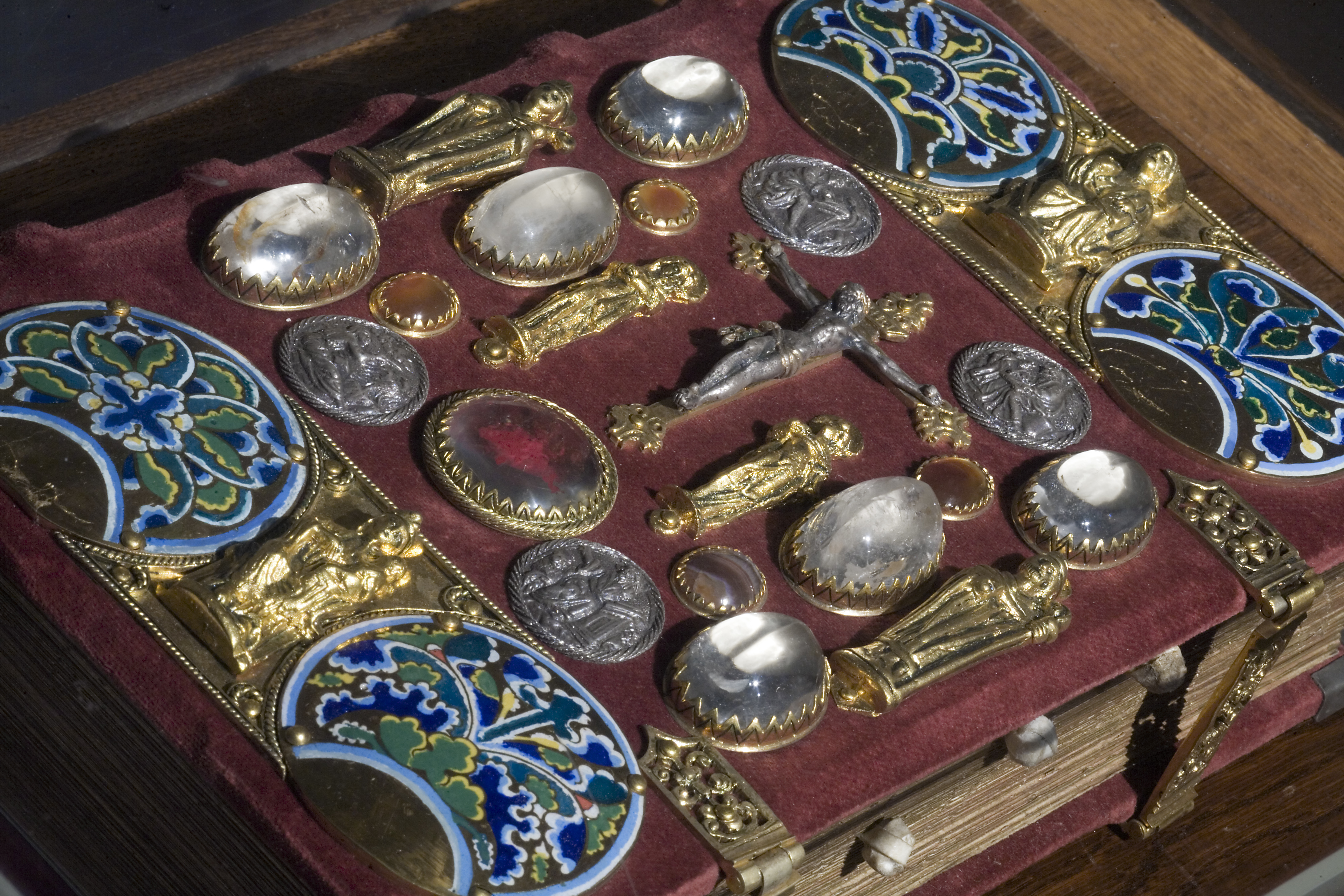
باروكية الكتاب المقدس
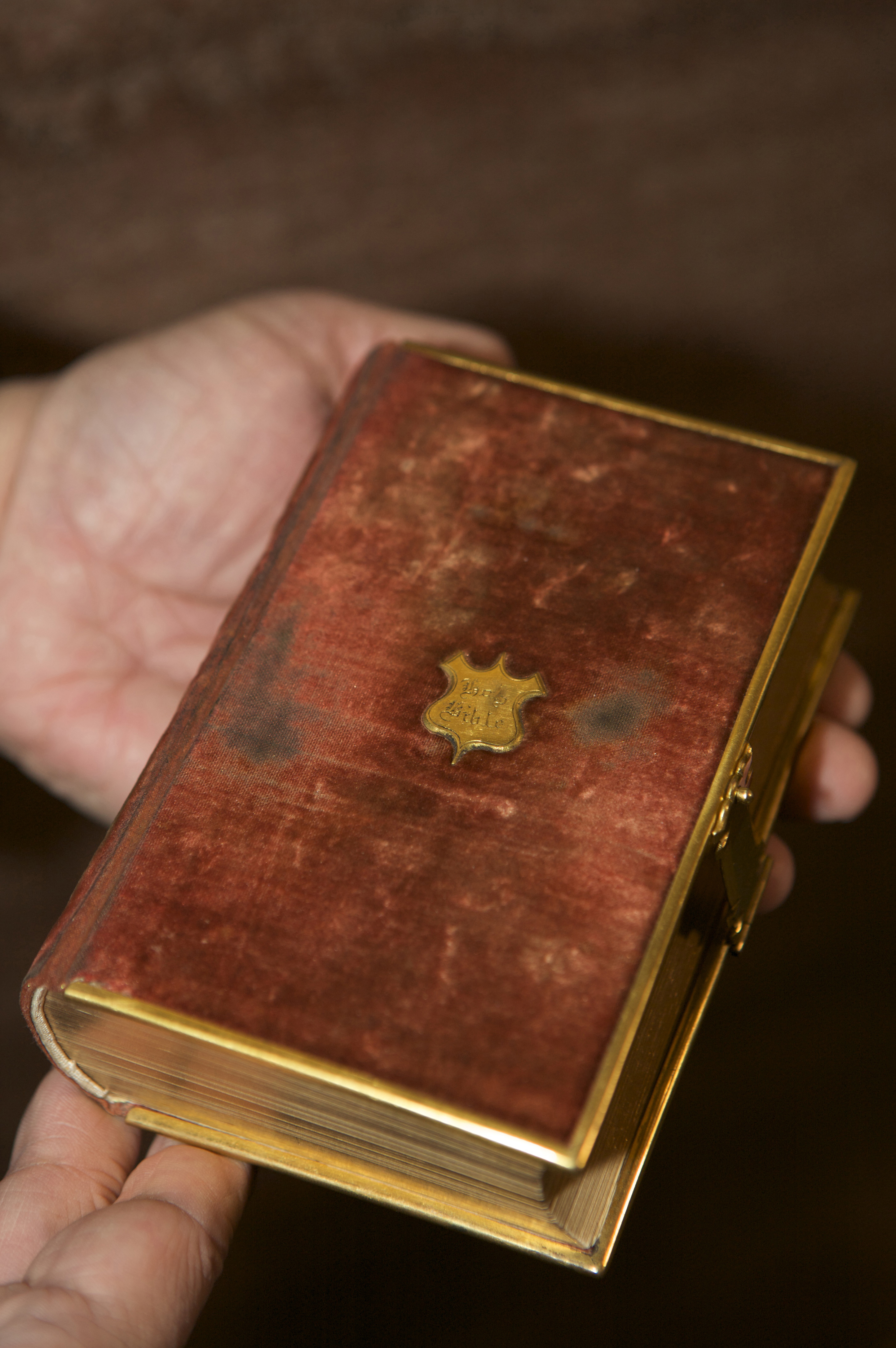
الكتاب المقدس الذي استخدمه أبراهام لنكولن لأداء اليمين الدستورية أثناء تنصيبه الأول في عام 1861
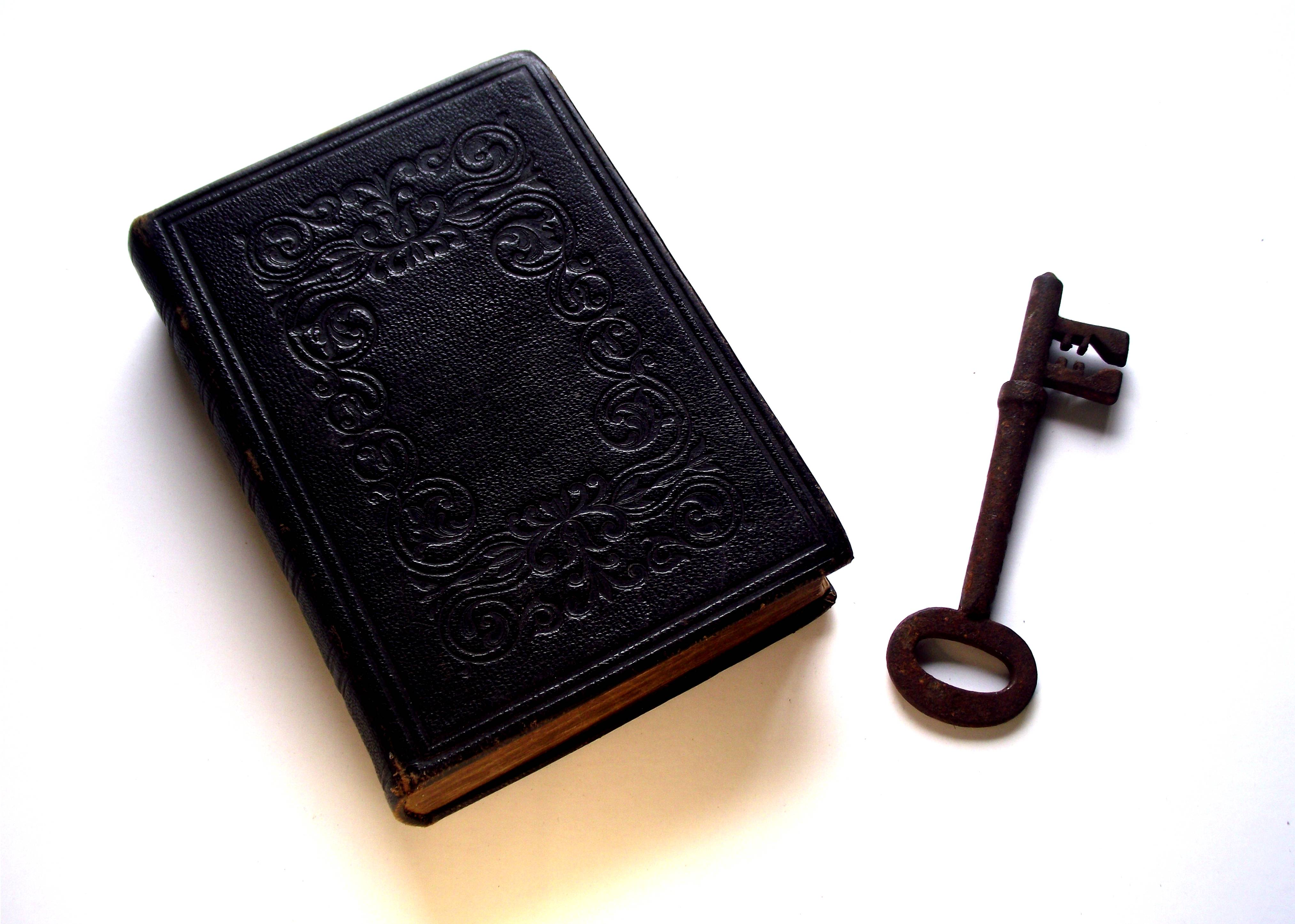
إنجيل مصغر
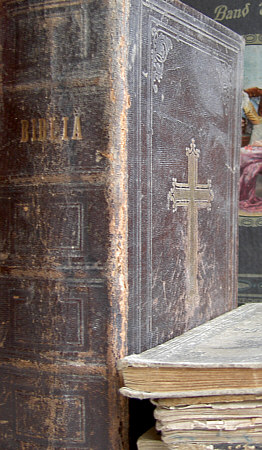
1866 العصر الفيكتوري الكتاب المقدس
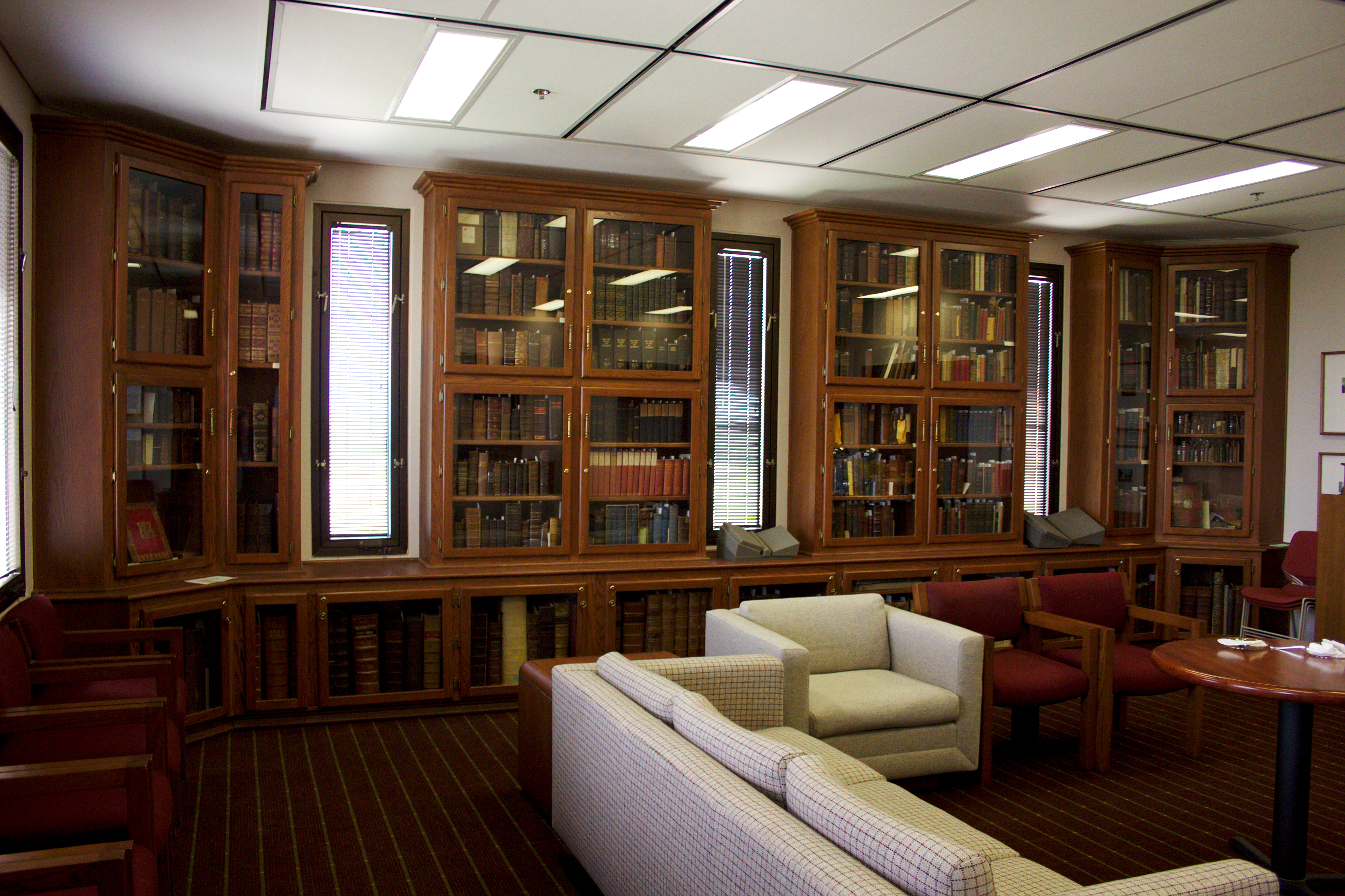
أرفف مجموعة الكتاب المقدس بزيل في مكتبة بززل التذكارية
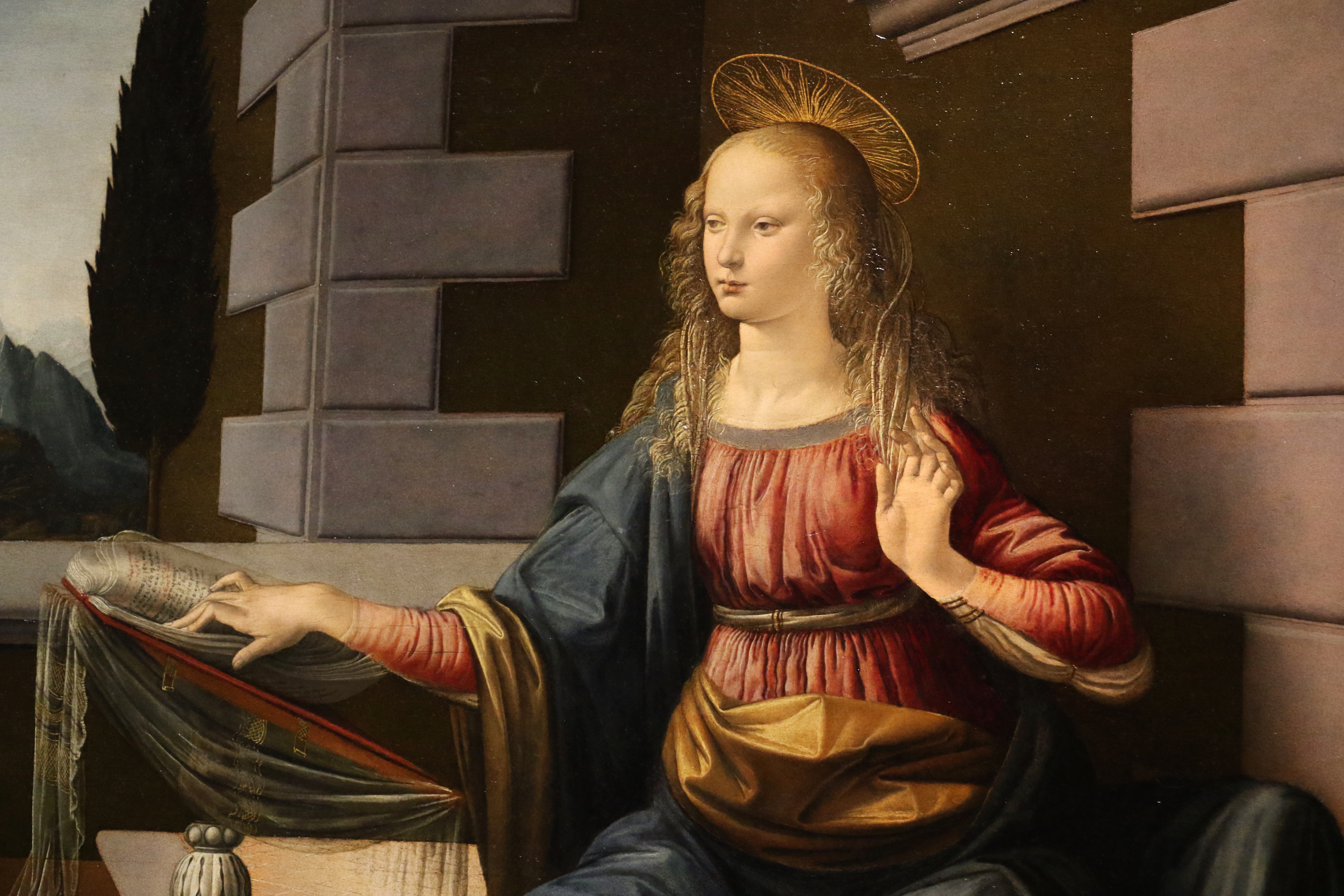
تفاصيل ليوناردو دا فينشي "لوحة البشارة" (1472-1475) تُظهر مريم العذراء قراءة الكتاب المقدس.
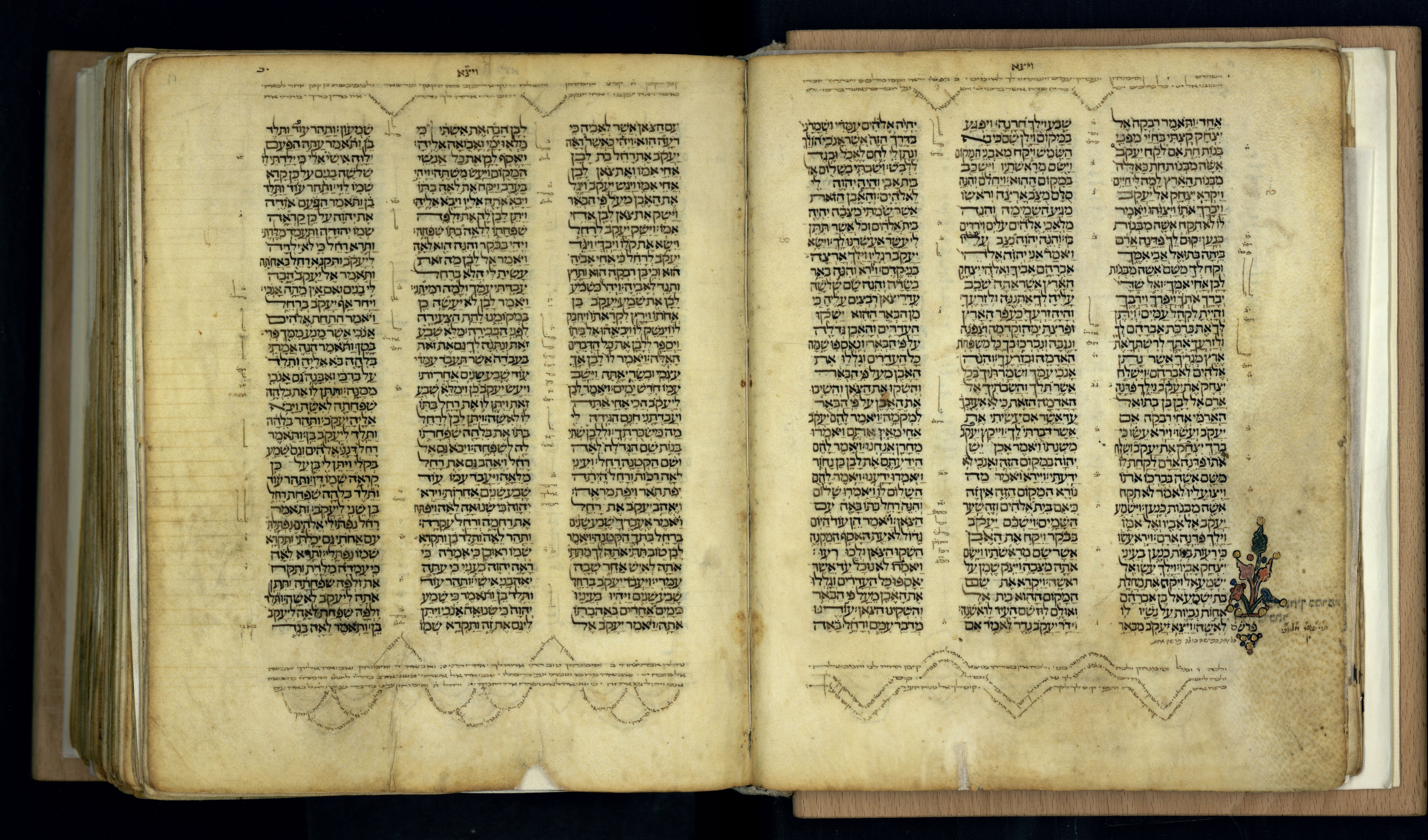
كتاب الكتاب المقدس من عام ١٣٠٠

## الرسوم التوضيحية
كانت معظم الأناجيل القديمة مزخرفة، وكانت مخطوطة حيث تم استكمالنص بإضافة زخارف مثل الزخرفة الأولية والحدود (هامش) ورسوم توضيحية مصغرة. حتى القرن الثاني عشر، كانت معظم المخطوطات تُنتج في الأديرة من أجل إضافتها إلى المكتبة أو بعد تلقي عمولة من راعي ثري. غالبًا ما احتوت الأديرة الأكبر حجمًا على مناطق منفصلة لـ الرهبان المتخصصين في إنتاج المخطوطات المسماة منسخ، حيث "تم تخصيص غرف صغيرة منفصلة لنسخ الكتب؛ تم وضعها بطريقة تجعل كل كاتب لنفسه نافذة مفتوحة لممشى الدير. بحلول القرن الرابع عشر، بدأت الأديرة للرهبان الذين يكتبون في الأديرة في توظيف الأخوة العاديين من سكريبتوريا الحضرية وخاصة في باريس وروما وهولندا .
نما الطلب على المخطوطات إلى حد أن المكتبات الرهبانية لم تكن قادرة على تلبية الطلب، وبدأت في توظيف الكتبة العلمانيين والمضيئين.  غالبًا ما كان هؤلاء الأفراد يعيشون بالقرب من الدير و، في حالات معينة، يرتدون زي الرهبان كلما دخلوا الدير، لكن سُمح لهم بالمغادرة في نهاية اليوم.
المخطوطة "أُرسلت إلى المحكم الذي أضاف (باللون الأحمر أو بألوان أخرى) العناوين والأحرف الأولى من الفصول والأقسام والملاحظات وما إلى ذلك ؛ ثم - إذا كان الكتاب كان من المقرر توضيحه - تم إرساله إلى المنور. " في حالة المخطوطات التي تم بيعها تجاريًا، كانت الكتابة" بلا شك قد تمت مناقشتها في البداية بين المستفيد والناسخ (أو وكيل الكاتب ،) ولكن بحلول الوقت الذي تم فيه إرسال الاجتماع الكتابي إلى المنور، لم يعد هناك أي مجال للابتكار.

Bible illustrations
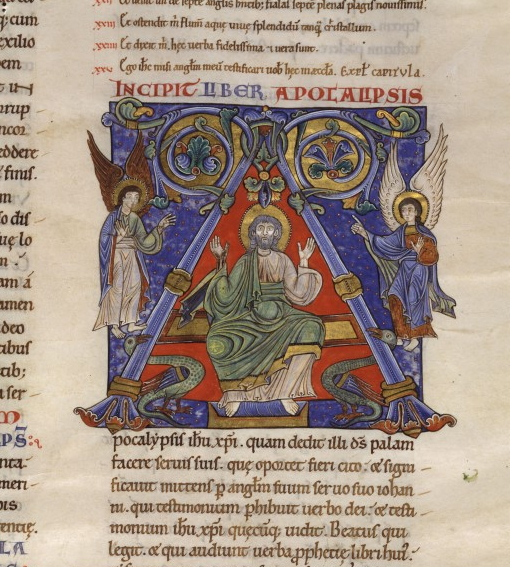
الكتاب المقدس من 1150 من سكريبتوريوم دي شارتر المسيح مع الملائكة
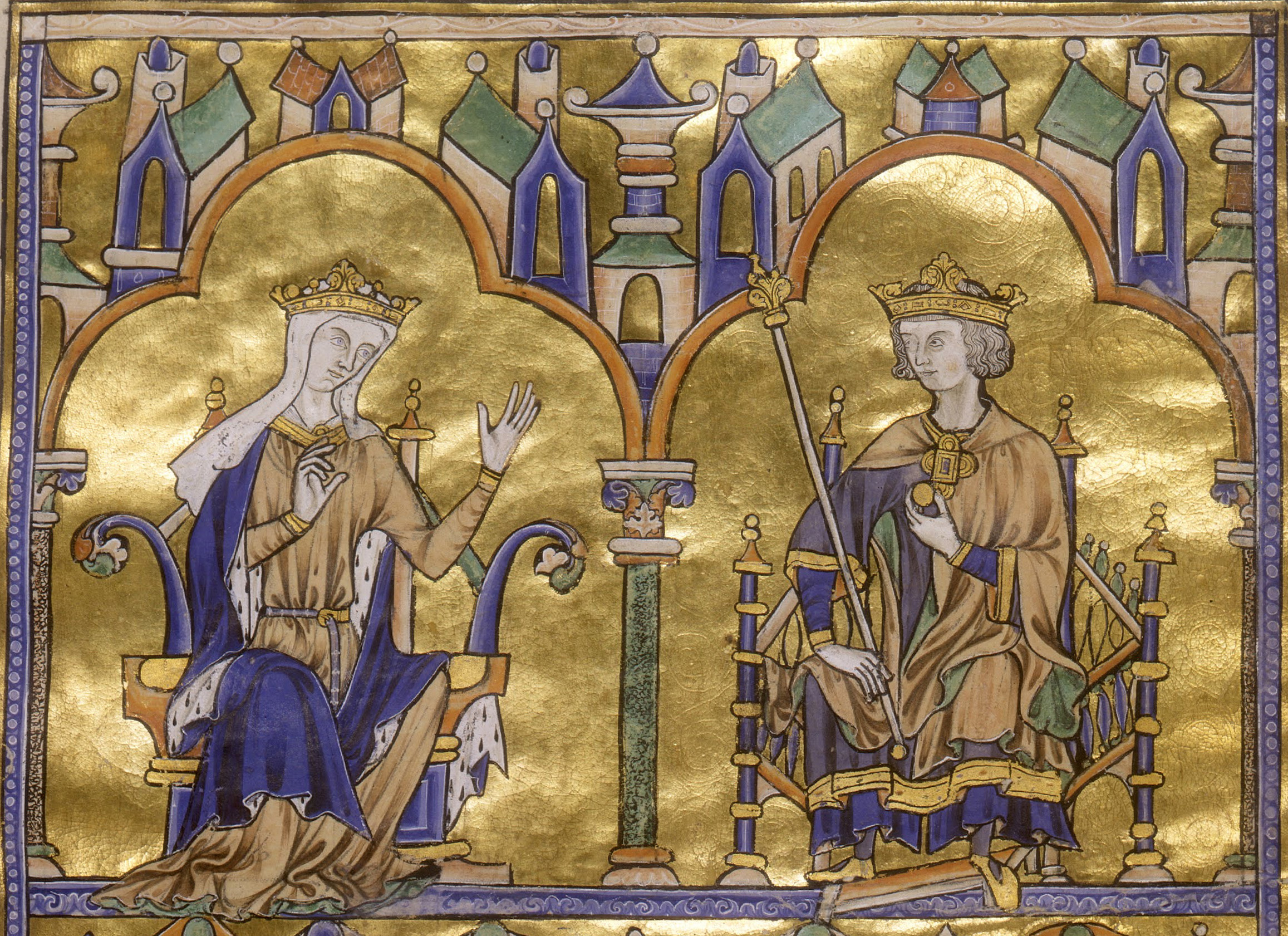
الكتاب المقدس بلانش من قشتالة ولويس التاسع ملك فرنسا القرن الثالث عشر
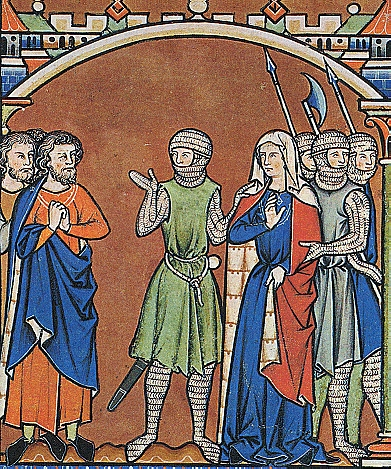
Maciejowski Bible ، Leaf 37 ، الصورة الثالثة، أبنير (في المنتصف باللون الأخضر) يرسل مايكل إلى ديفيد.
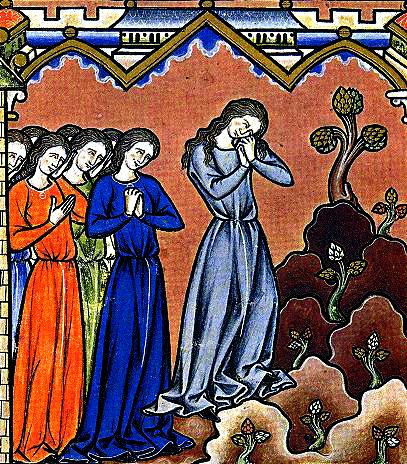
ابنة يفتاح تندب - إنجيل ماسيجوفسكي (فرنسا، حوالي 1250)
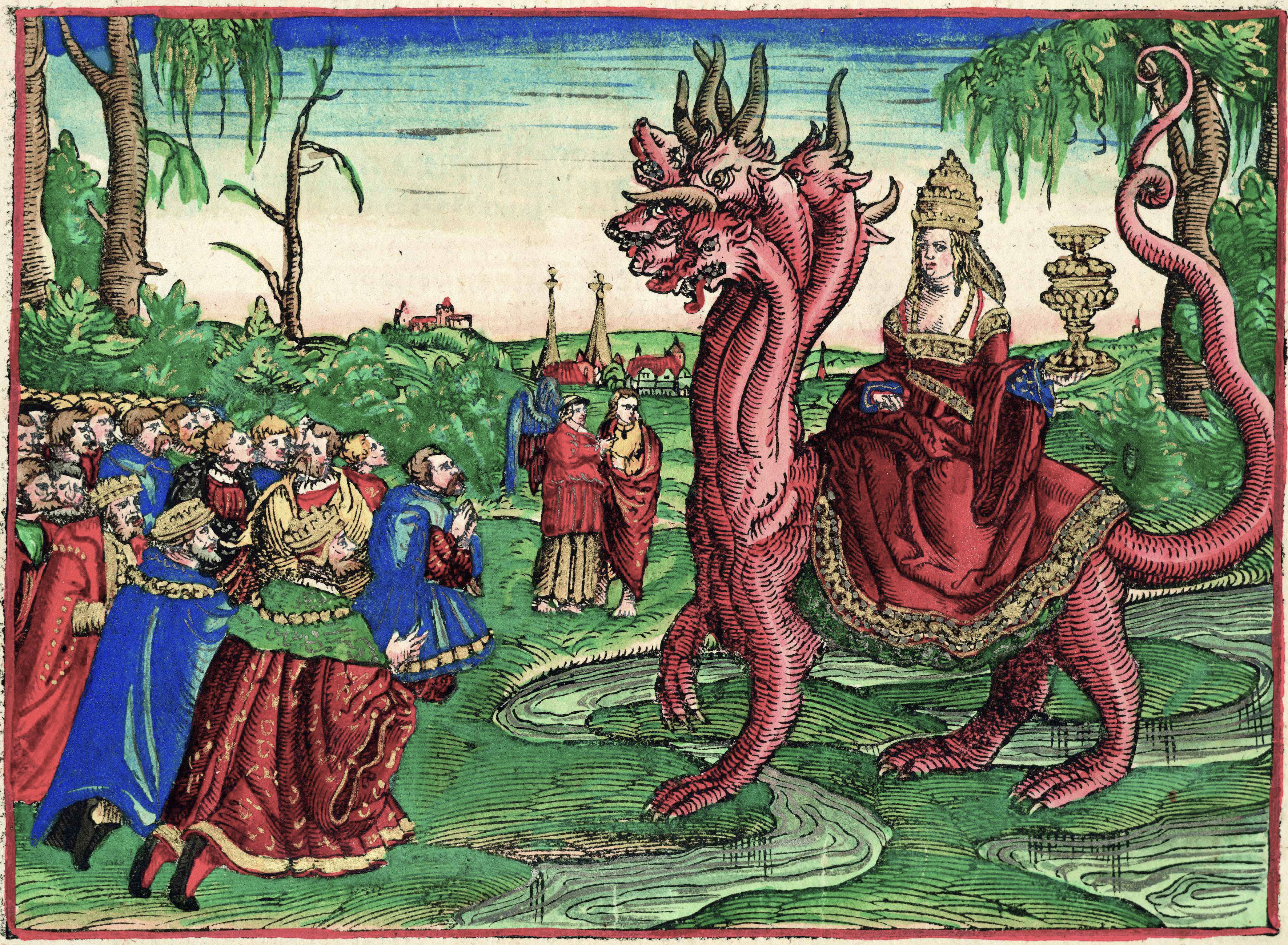
نسخة ملونة من توضيح عاهرة بابل من ترجمة مارتن لوثر للكتاب المقدس عام 1534
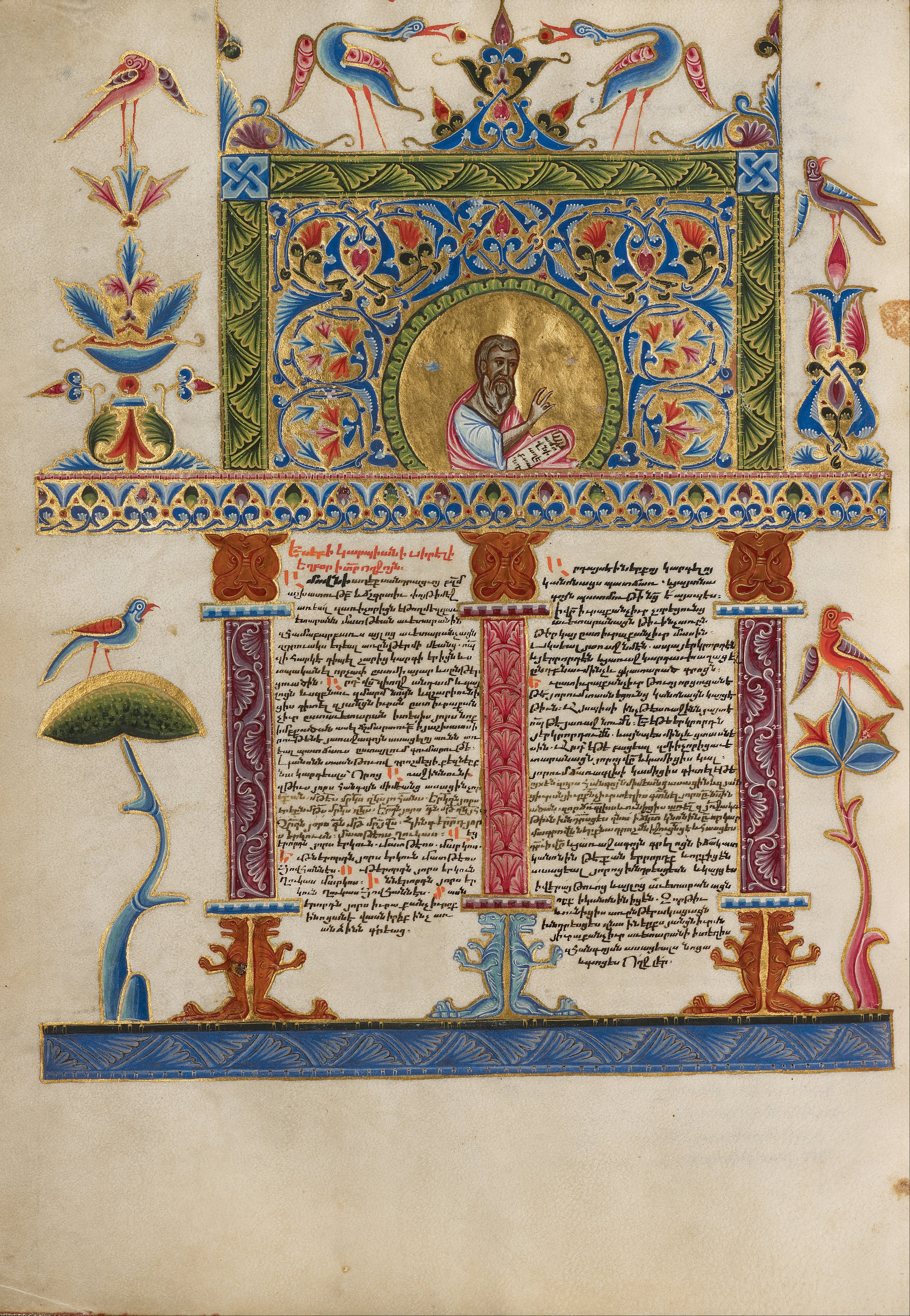
كتاب مقدس أرمني، تذهيب الكتب لمالنازار
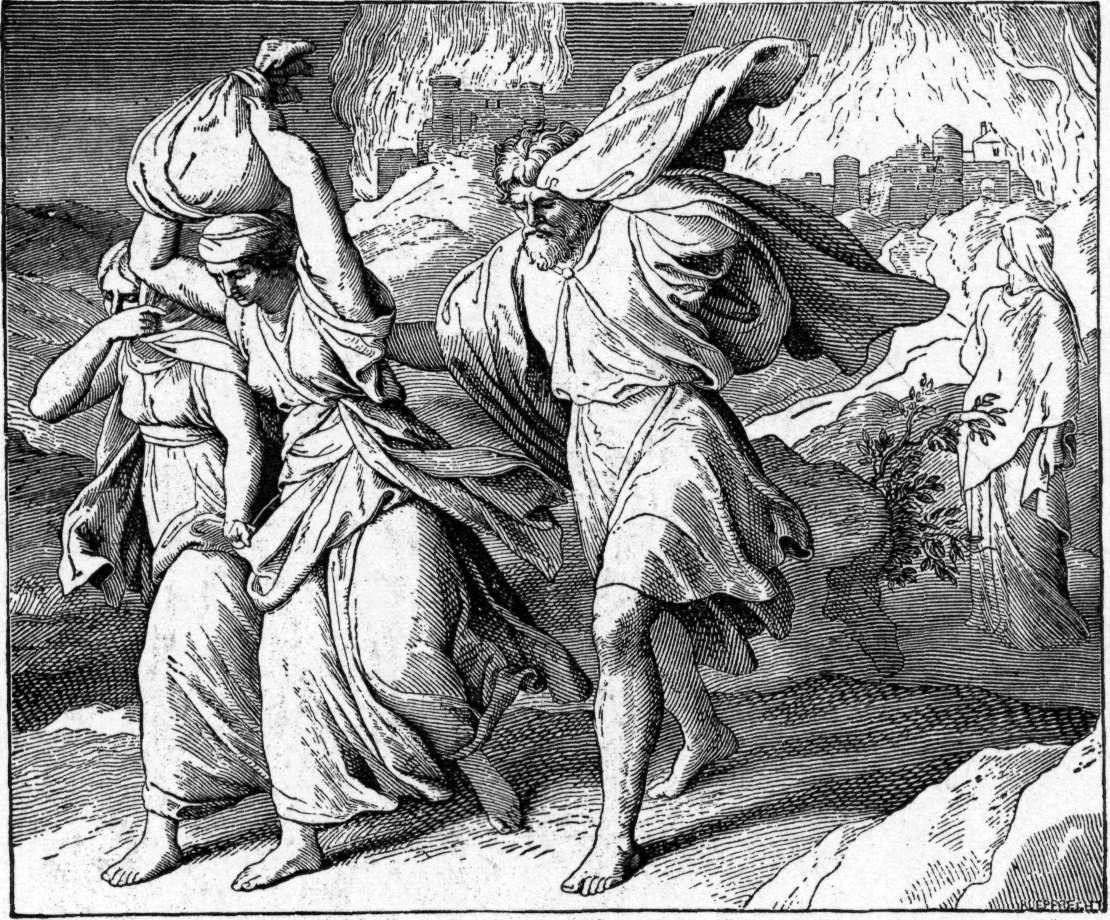
الفرار من سدوم وعمورة، فوستر الكتاب المقدس
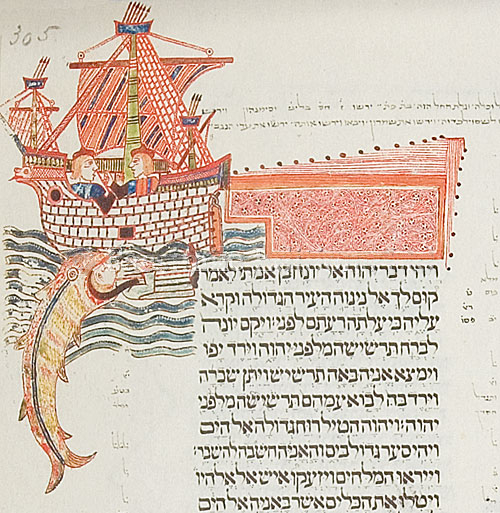
الأسماك تبتلع يونان، بنيامين كينيكوت الكتاب المقدس ، 1476

## مواقع خارجية
- النص الكامل للكتاب المقدس باللغة العربية ولغات أخرى.
- كتاب قاموس الكتاب المقدس.
- البحث في الكتاب المقدس.
- الصوت الكتاب المقدس
- الكتاب المقدس الموقع والتطبيق.